# Guerra del Pacifico (1941-1945)
La guerra del Pacifico (太平洋戦争? lett. Taiheiyō Sensō), conosciuta in Giappone come grande guerra dell'Asia orientale (大東亜戦争? lett. Dai Tō-A Sensō), è parte integrante della seconda guerra mondiale ed è stata combattuta tra l'Impero giapponese (una delle potenze dell'Asse) e gli Alleati, principalmente gli Stati Uniti d'America e l'Impero britannico.
Negli anni venti e trenta il Giappone visse una progressiva militarizzazione e sviluppò un'ideologia imperialista panasiatica, sfociate nella creazione del Manciukuò (1931) e nel brutale assalto alla Cina (1937): queste azioni provocarono forti tensioni con le potenze europee che detenevano possedimenti in Asia e anche con gli Stati Uniti, preoccupati per l'integrità della Cina. La crisi diplomatica tra occidentali e Giappone si acuì a seguito dei successi politico-militari della Germania nazista tra 1939 e 1940, che convinsero Tokyo a stringere con i tedeschi e l'Italia un patto tripartito e ad assorbire lentamente l'Indocina francese. 
Colpito da un severo embargo petrolifero nell'estate 1941, l'Impero giapponese perfezionò i piani di conquista integrale dell'Asia orientale per avere accesso alle risorse utili alla propria macchina militare e all'obiettivo ultimo di vincere la guerra in Cina. L'attacco di Pearl Harbor del 7 dicembre 1941 segnò l'inizio della fulminea espansione nipponica nel Pacifico e nelle isole del Sud-est asiatico, con l'appoggio della Thailandia e di vari movimenti indigeni nazionalisti, culminata nella nascita di una "Sfera di co-prosperità della Grande Asia orientale". 
Il Giappone subì ciononostante importanti sconfitte nel Mar dei Coralli (maggio 1942), a Midway (giugno) e, soprattutto, nella sfibrante campagna di Guadalcanal (agosto 1942 - febbraio 1943). Con l'evacuazione di Guadalcanal l'iniziativa passò saldamente in mano agli Stati Uniti e agli Alleati, che avviarono una serie di grandiose campagne aeronavali per liberare o neutralizzare la Nuova Guinea, le Filippine e le migliaia di isole della Micronesia. Incapaci di far fronte alla massiccia produzione industriale avversaria e di capitalizzare l'entusiasmo dei movimenti indipendentisti-nazionalisti delle colonie occupate, i giapponesi opposero una resistenza ostinata e fanatica ben esemplificata dai kamikaze, ma in ultimo inutile. Particolarmente letali si rivelarono i bombardamenti strategici sulle isole metropolitane che, assieme alla guerra sottomarina indiscriminata, ebbero un peso decisivo nella disfatta dell'Impero nipponico, suggellata dagli attacchi atomici su Hiroshima e Nagasaki (agosto 1945) e dalla travolgente offensiva sovietica sul continente. Dinanzi a questi avvenimenti l'imperatore Hirohito e la dirigenza politico-militare optarono infine per la resa. Fu ufficializzata il 2 settembre nel corso di una cerimonia a bordo della nave da battaglia USS Missouri e segnò la fine della seconda guerra mondiale.
Il Giappone fu riportato ai confini del 1894, rinunciò a tutte le colonie e fu trasformato in una monarchia costituzionale; tuttavia, al processo di Tokyo non comparvero tra gli imputati né Hirohito né la famiglia imperiale. La guerra catalizzò il processo di decolonizzazione, pur spesso a prezzo di altre sofferenze, e generò situazioni particolarmente delicate in Vietnam e nella penisola di Corea, ciascuno diviso in due metà seguendo le zone d'occupazione raggiunte dai belligeranti.

## Antefatti
Alla fine del XIX secolo l'Asia era quasi completamente caduta sotto l'influenza dell'Occidente e solo il Giappone, grazie alla nuova politica intrapresa dall'Imperatore Mutsuhito, era riuscito in meno di trent'anni a divenire una superpotenza nazionale sul modello dei paesi europei. Il processo di modernizzazione fu appoggiato dal clan militarista Satsuma, i cui membri intuivano gli enormi vantaggi bellici che sarebbero derivati dalla industrializzazione del Paese: infatti riuscirono a ottenere che il Giappone impegnasse gran parte dei nuovi capitali per armare un forte e numeroso esercito oltre a una moderna flotta.
A causa di dispute territoriali in Corea, il Giappone attaccò nel 1894 la Cina, decidendo in poche battaglie la sconfitta di quest'ultima. Con il trattato di Shimonoseki annesse l'isola di Formosa ed espanse la sua influenza economica e politica in Corea, divenuta indipendente. Nel 1900 il Giappone intervenne con le potenze europee contro la ribellione dei Boxer, acquisendo ulteriore importanza internazionale: nel 1902 fu firmato un trattato con la Gran Bretagna e la successiva vittoria nella guerra contro la Russia zarista consentì di occupare integralmente la Corea, poi annessa nel 1910, la metà dell'isola di Sachalin e di porre le basi per una successiva penetrazione economico-militare in Cina. L'espansione del potere nipponico venne aiutata dal fatto che la Cina aveva subito una profonda trasformazione politico-istituzionale, divenendo nel 1912 una repubblica con presidente Sun Yat-sen (fondatore del Kuomintang), ma la debolezza del cui governo provocò in capo a pochi anni la frammentazione del potere, assunto da vari governatori militari chiamati "signori della guerra".
Durante la prima guerra mondiale il Giappone si schierò con la Triplice intesa e conquistò rapidamente le concessioni territoriali tedesche in Cina e l'impero coloniale della Germania nel Pacifico (isole Caroline, isole Marianne, isole Marshall); sempre nel corso del conflitto il Giappone impose alla Cina sconquassata dalle lotte politiche le "ventun richieste". In questo periodo conobbe una grande crescita economica e produttiva espandendo i suoi mercati in Estremo Oriente e sostenendo lo sforzo bellico dell'Intesa.

### 1919 - 1936

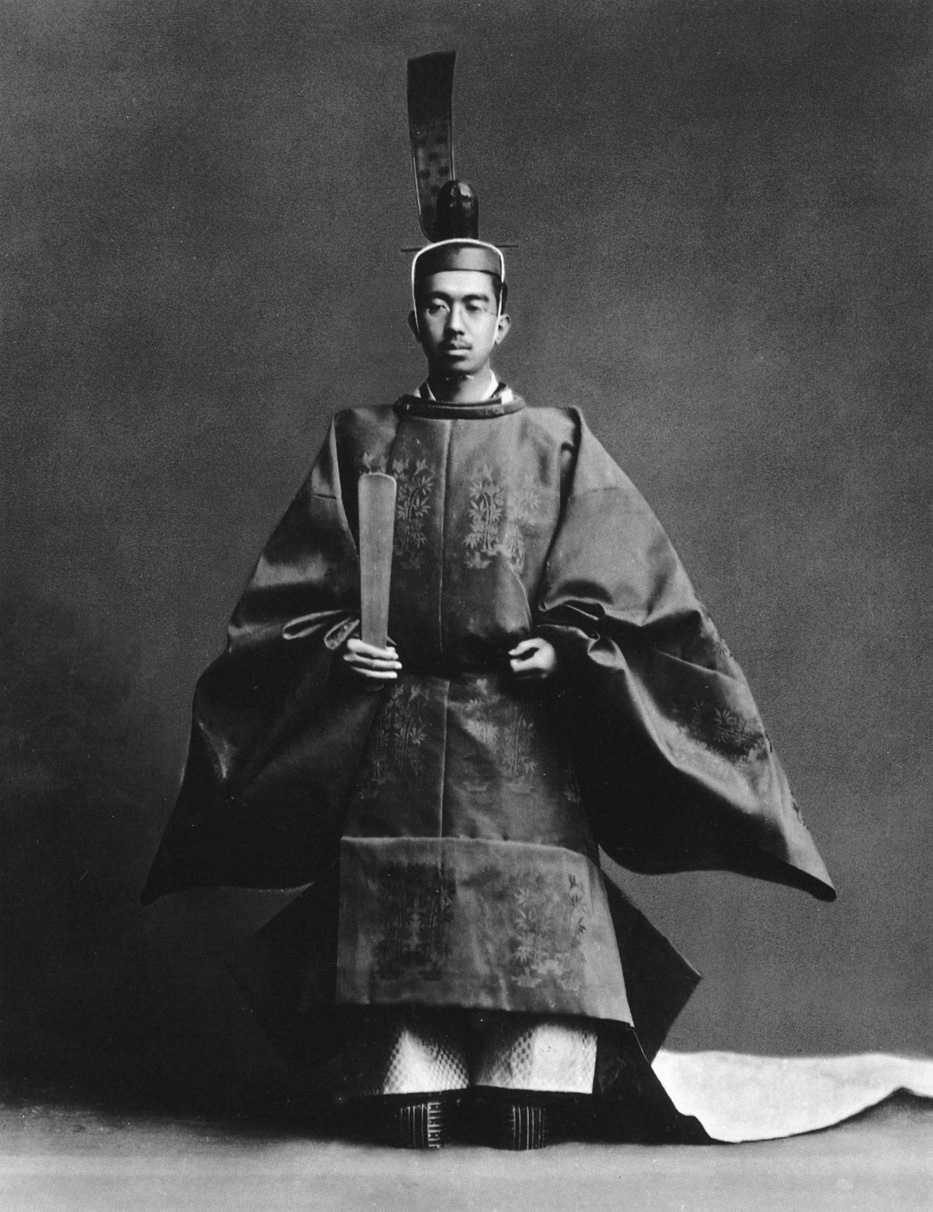
L'imperatore Hirohito nelle vesti tradizionali

Nel 1919 il Giappone si vide riconoscere le conquiste effettuate sotto forma di mandato: il paese godeva di importanza internazionale, tanto che occupava un posto fisso nell'assemblea della Società delle Nazioni, mentre la potenza della sua flotta lo posizionava terzo dopo Stati Uniti e Regno Unito. Tra il 1920 e il 1921, però, la crisi industriale postbellica guastò la floridezza economica giapponese: le esportazioni caddero di colpo mentre le importazioni di alimenti, acciaio e petrolio provocarono un grave deficit statale. Si ebbe allora una frattura nella dirigenza del paese: da una parte le personalità della finanza e della politica intendevano superare la crisi con un'onesta concorrenza commerciale. Dall'altra i capi militari, ispirandosi all'antico culto dello spirito egemonico Yamato, propugnavano guerre d'aggressione di stampo imperialista per assicurarsi materie prime e mercati dove smerciare le eccedenze di produzione; inoltre a sostegno di questa tesi affiancavano il tema di una "missione civilizzatrice" del popolo nipponico verso gli altri paesi asiatici, per affrancarli dalla dominazione occidentale e guidarli sulla via dello sviluppo. L'intransigente linea dei militari anche se riscosse successo venne rifiutata e tranne per la creazione nel 1926 dello Stato indipendente del Manciuria (strappata alla Cina e posta sotto la guida del signore della guerra Zhang Zuolin), il Giappone si attenne a una espansione commerciale pacifica. Il nuovo indirizzo fu seguito anche perché coincideva con le opinioni personali dell'Imperatore Hirohito, divenuto sovrano il 25 dicembre 1926 con il nome Shōwa.
La Grande depressione del 1929 determinò però un brusco cambio di vedute: il crollo dei mercati, l'inflazione, la disoccupazione, le gravi condizioni dei ceti contadini dettero ancor più credito alle proposte dei militari, che forti di un grande ascendente sulla popolazione iniziarono ad assumere cariche nel governo civile; il potere che riunirono tra il 1929 e il 1932 permise loro di agire indipendentemente dallo Stato, e qualche sporadica protesta da parte di esponenti moderati o velate critiche dell'imperatore non fermarono i progetti d'espansione dell'esercito e della marina. Nei primi anni trenta si scatenarono dunque feroci lotte politiche e una serie di omicidi e attentati a esponenti dei movimenti moderati che avrebbero dovuto sfociare in colpi di stato, spesso compiuti da società segrete tradizionaliste e affiliate ai militari.

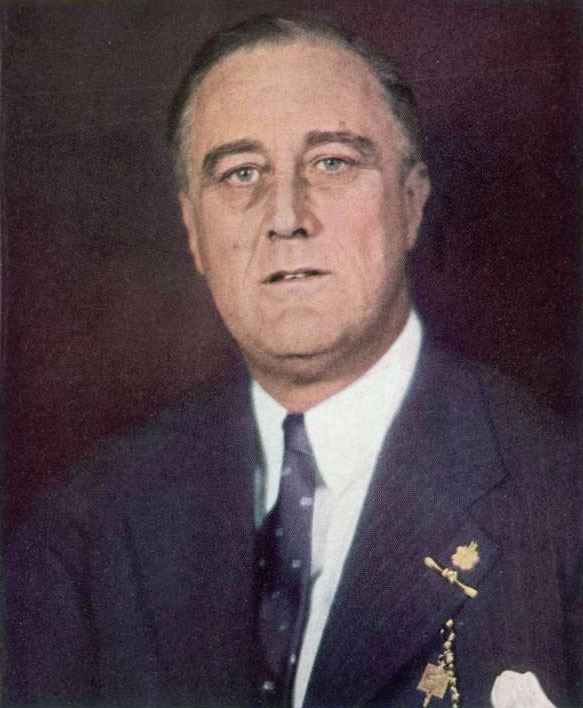
Il presidente statunitense Franklin Delano Roosevelt

Altri radicali cambiamenti si verificarono nello stesso periodo in Cina, dove era divenuto capo dei nazionalisti Chiang Kai-shek dopo la morte di Sun Yat-sen. Fiancheggiato dal partito comunista di Mao Zedong e forte dell'appoggio sia dell'esercito sia dei pochi grandi capitalisti, tra il 1926 e il 1928 inviò l'Esercito Rivoluzionario Nazionale a sottomettere i signori della guerra nel settentrione per riunificare il paese. Chiang Kai-shek, eletto presidente nel 1928, preferiva assicurarsi l'alleanza nominale dei signori della guerra della Cina settentrionale invece di abbatterli come sostenevano i comunisti: la diatriba provocò la guerra tra Chiang e Mao. In questo convulso contesto, i militari nipponici temettero che la Manciuria stesse per dichiarare la sua alleanza con i nazionalisti: l'esercito fu mobilitato e a seguito dell'incidente di Mukden, appositamente organizzato, la regione venne invasa nel settembre 1931. Al suo posto fu fondato l'Impero del Manciukuò, uno Stato fantoccio al cui vertice fu posto un membro della decaduta monarchia cinese, Pu Yi, che prestò un giuramento di fedeltà a Hirohito. Il governo civile giapponese, impotente, accettò il fatto compiuto mentre le industrie nipponiche videro nelle ricche risorse naturali della Manciuria grandi possibilità di crescita. Kai-Shek non reagì però all'invasione straniera, né inviò truppe quando il Giappone occupò il Jehol, subito a sud della Manciuria: riteneva più urgente soffocare il movimento comunista di Mao che opporsi alla penetrazione economico-militare nipponica.
La violenza dell'azione militare giapponese in Manciuria, in flagrante contrasto con la nozione di autodeterminazione dei popoli e l'impegno a rispettare l'integrità della Cina condussero ad aspre critiche da parte della Società delle Nazioni: per tutta risposta il Giappone lasciò l'organizzazione il 27 marzo 1933. Da parte del neoeletto presidente degli Stati Uniti, Franklin Delano Roosevelt, si ebbe la richiesta di non riconoscere le conquiste effettuate dai nipponici e adottare provvedimenti anche più severi, ma non seguirono azioni concrete a causa dell'ascesa del nazionalsocialismo in Europa, che interessava direttamente le potenze occidentali. La condanna scosse il prestigio dei militari, che videro diminuire la loro influenza nella prima metà del 1933. Ma l'improvvisa espansione territoriale del Giappone e la sua politica economica competitiva, basata sulla svalutazione dello yen, su un vasto programma di riarmo e di opere pubbliche per combattere la disoccupazione, guastarono i rapporti con le altre nazioni che si affrettarono a bloccare l'emigrazione e a adottare il protezionismo sulle merci nipponiche. Nel 1934 i vertici dell'industria e della finanza (zaibatsu) si avvicinarono definitivamente ai militari organizzando un'economia bellica. Gli esponenti dell'esercito approfittarono della difficile situazione interna per esasperare il nazionalismo nipponico, propagandare l'importanza delle forze armate, diffondere l'idea che il Giappone era destinato a un compito di storica portata, una dominazione mondiale da effettuare per l'imperatore elevato a rango di semi-dio. Si assistette anche a un incremento di sentimenti antieuropei e ostili all'occidente in generale, mentre si rafforzarono gli atteggiamenti di superiorità nei confronti dei popoli asiatici vicini in virtù del rapido progresso tecnologico vissuto dal Giappone.
All'inizio del 1936 ci fu un tentativo di colpo di Stato guidato da ufficiali ultranazionalisti, stroncato dal diretto intervento dell'imperatore che per la prima volta si impose ai militari grazie alla sua presunta natura divina.
Il 25 novembre 1936, a Berlino, il Giappone firmò il patto anticomintern con la Germania nazista, iniziando ad avvicinarsi alle dittature europee come era stato spesso consigliato dal Ministro degli Esteri Yōsuke Matsuoka.

### 1937 - 1939

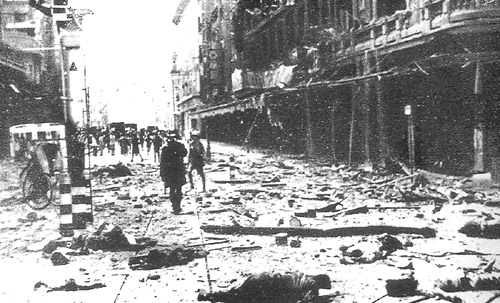
Shanghai dopo un attacco aereo giapponese

Nel 1937 Chiang venne rapito dal figlio di Zuolin, generale Zhang Xueliang, che gli strappò la garanzia di combattere i giapponesi a fianco di Mao in cambio della libertà. In risposta all'accaduto ufficiali dell'Armata del Kwantung, all'insaputa degli alti comandi a Tokyo e del governo civile, il 7 luglio 1937 inscenarono l'Incidente del ponte di Marco Polo che provocò lo scoppio della seconda guerra sino-giapponese: entro la fine del 1938, grazie alla superiorità tecnologica e tattica, l'esercito imperiale aveva occupato buona parte delle ricche regioni orientali e costiere della Repubblica cinese; la capitale nazionalista Nanchino, parimenti conquistata, fu teatro di ogni sorta di nefandezze commesse dai soldati giapponesi prima che vi fosse instaurato, nel marzo del 1940, un governo fantoccio capeggiato da Wang Jingwei. Chiang Kai-shek non cedette però alle proposte di pace nipponiche e, forte dei primi rifornimenti inviatigli dalla Gran Bretagna, trasferì la capitale a Chongqing da dove diresse le operazioni contro l'invasore. La guerra aveva sì portato il Giappone a una formidabile espansione territoriale, ma si era rivelata molto più ostica e impegnativa del previsto: fu perciò bloccata ogni iniziativa di vasta portata per riorganizzare le truppe.
Dalla fine del 1938 in Cina iniziò dunque una guerra di logorio, preferendo i giapponesi consolidare le loro conquiste per sfruttarne le risorse. Le operazioni ripresero nel gennaio del 1939 con l'occupazione dell'isola di Hainan e delle isole Penghu; altri sbarchi sulla costa completarono il blocco marittimo della Cina per il 15 novembre. In contemporanea a questi avvenimenti, nell'estate del 1938 si era riaccesa un'altra guerra ai confini mancesi tra l'Impero nipponico e l'Unione Sovietica: se la prima fase fu sostanzialmente favorevole al Giappone, soprattutto nei cieli, la seconda parte del conflitto segnò la ripresa delle forze sovietiche che tra agosto e settembre 1939 batterono duramente le truppe giapponesi. La sconfitta fece grande impressione nei comandi dell'armata del Kwantung, che da allora in avanti considerarono la Russia bolscevica il peggior nemico del Giappone.
Durante gli anni trenta il Giappone riuscì a inimicarsi l'opinione pubblica occidentale, particolarmente quella statunitense, in principio moderatamente pro-giapponese: i resoconti della brutalità nipponica descritti da missionari protestanti, dalla scrittrice Pearl S. Buck o dai giornalisti di testate occidentali come la rivista Time determinarono lo sdegno dell'opinione pubblica americana, già convinta della violenza giapponese da azioni deplorevoli quali l'incidente della Panay.

### 1939 - 1940

L'Oceano Pacifico al 1º settembre 1939

La firma del patto Molotov-Ribbentrop e la denuncia americana nel luglio 1939 dei trattati economici firmati con l'Impero giapponese nel 1911 bloccarono momentaneamente l'espansionismo nipponico. La catastrofe alleata in Francia, però, privò le loro colonie di reali difese e il Giappone riprese la sua prepotente politica estera: richiese al governo di Vichy, da poco formatosi, basi in Indocina, occupando al contempo alcune zone del paese. Il 5 luglio 1940 il Congresso statunitense reagì votando l'Export Control Act, che bloccava l'invio di prodotti chimici, parti d'aereo e minerali verso l'Impero nipponico senza speciale permesso; il 19 il presidente Roosevelt approvò il Two-Ocean Navy Expansion Act, con il quale la US Navy veniva divisa in Flotta dell'Atlantico e Flotta del Pacifico con un sensibile potenziamento nel numero di unità; il 26 luglio l'embargo si estese a carburante avio, rottami e oli lubrificanti. Ciononostante il Giappone proseguì il cammino intrapreso: il 16 luglio il Regno Unito sospese d'accordo con i nipponici il proprio sostegno ai nazionalisti per tre mesi, mentre il 27 settembre 1940 fu sottoscritto il patto tripartito con la Germania nazista e l'Italia fascista, accordandosi per la creazione di "nuovi ordini" in Europa e Asia.
L'adesione all'alleanza militare con i due totalitarismi europei distese in parte i rapporti con l'Unione Sovietica, cosa che agevolò l'Impero del Sol Levante a stipulare un patto quinquennale di non aggressione con l'URSS, firmato il 13 aprile 1941 a Mosca tra Matsuoka e Molotov. Con la Russia lo stato di pace fu comunque inquieto e il Giappone continuò a vederla come un potenziale avversario sempre in procinto d'intervenire.

## La guerra nel Pacifico

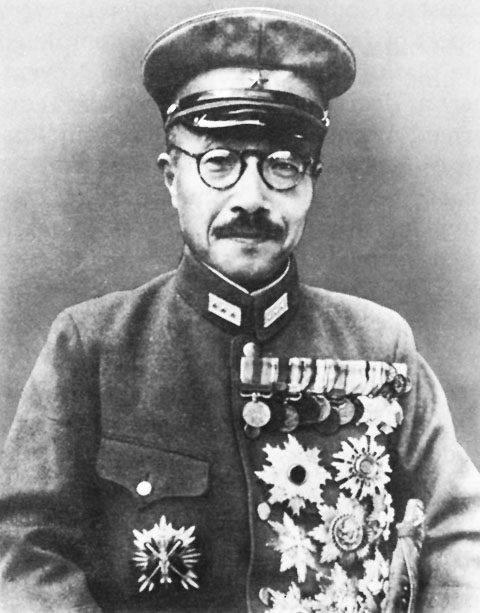
Il generale e Primo ministro Hideki Tōjō

Durante il 1941 la guerra in Cina registrò una stasi: dallo Shanxi, dove si erano stabiliti, i comunisti di Mao si erano notevolmente diffusi e rafforzati; nelle zone occidentali e meridionali si trovava il governo di Chiang Kai-Shek; sulla costa e nel nordest dominavano i giapponesi, che però non detenevano un assoluto controllo sulle campagne, luoghi di imboscate, episodi di guerriglia e sabotaggi: le offensive lanciate per sconfiggere definitivamente i due ostici avversari furono ostacolate dall'ampiezza del teatro bellico (3 000 chilometri di fronte) e dall'ostinata difesa. I governi fantoccio nipponici, inoltre, non avevano ascendente sulla popolazione e la brutale occupazione contribuì a questo distacco, favorendo gli avversari. I giapponesi si rivolsero allora a violente azioni in risposta a questo groviglio politico-militare, quali massacri, fucilazioni di massa, sperimentazione di armi chimiche e biologiche ai danni della popolazione rurale, l'uso di civili per fini pseudomedici, nella speranza che il puro terrore potesse spezzare la volontà di resistenza cinese.
Tali depravazioni peggiorarono la posizione internazionale dell'Impero del Sol Levante, ma la situazione precipitò il 24 luglio 1941, quando l'Indocina fu occupata da 125 000 soldati con il consenso forzato di Vichy: gli Stati Uniti reagirono il 26 luglio congelando immediatamente i crediti nipponici e attuando un severo embargo sulle esportazioni di materiali strategici (petrolio e rottami metallici), subito imitati dai Paesi Bassi e dall'Inghilterra: il Giappone fu privato di più del 90% delle importazioni di carburante, lasciandolo con scorte sufficienti per tre anni e un'autonomia dimezzata in caso di guerra, circostanza che l'obbligava a cercare altrove dei giacimenti per continuare a soddisfare l'ingente fabbisogno interno. Dopo il congelamento dei crediti americani da parte nipponica, il Primo Ministro principe Fumimaro Konoe di tendenze moderate cercò di trovare un compromesso con gli Stati Uniti: l'ambasciatore Kichisaburō Nomura propose a Roosevelt l'8 agosto una conferenza con Konoe, ma il progetto venne respinto; ad aggravare la tensione tra i due paesi contribuì sia il traffico di navi mercantili statunitensi che portavano alimenti e altri aiuti all'Unione Sovietica, impegnata a resistere alla Germania di Hitler (una formale protesta inoltrata il 27 agosto non ebbe seguito), sia l'annuncio che Roosevelt fece il 12 agosto, dichiarando che ulteriori interventi nipponici nel Pacifico sudoccidentale avrebbero provocato un'immediata risposta statunitense, anche se ciò avesse causato un conflitto. L'inconcludenza del governo e la situazione tesa attirarono le aspre critiche dei militari e Konoe, incapace di gestire le sue responsabilità, si dimise: il 18 ottobre 1941 gli succedette l'aggressivo generale Hideki Tōjō, già Ministro della Guerra. Costui, mantenendo aperti i canali diplomatici con gli Stati Uniti, affrettò la stesura dei piani di conquista del Pacifico, abbozzati nel 1938 e già messi allo studio da settembre per regalare al Giappone il controllo di una vasta area detta "Sfera di co-prosperità della Grande Asia orientale". Per garantire al Giappone un certo margine di superiorità nei mari ed evitare il confronto diretto con la flotta statunitense, l'ammiraglio Isoroku Yamamoto ideò l'attacco a sorpresa alle navi a Pearl Harbor: fin dal 24 settembre il console nipponico a Pearl Harbor, Nagai Kita, divise in cinque settori la base e ogni giorno contò quante navi occupavano una data zona.
Nel frattempo i negoziati stavano languendo: il 21 novembre Nomura e l'inviato straordinario Saburō Kurusu consegnarono una nota al governo statunitense, nella quale dichiaravano che il Giappone avrebbe lasciato l'Indocina se gli Stati Uniti avessero annullato l'embargo e sospeso ogni aiuto a Chiang Kai-shek. Il 26 novembre il Segretario di Stato Cordell Hull consegnava una controproposta che concedeva molti privilegi economici all'Impero giapponese ma solo se rinunciava all'Indocina, a ulteriori conquiste sul continente e all'alleanza con l'Asse. Il generale Tōjō respinse la nota e dette ordine che la flotta preparata per l'attacco a Pearl Harbor partisse: riunita il 22 novembre nelle isole Curili, essa era al comando del viceammiraglio Chūichi Nagumo e faceva affidamento sull'effetto sorpresa per massimizzare i risultati dell'attacco. La squadra giapponese salpò il 26 novembre alle 06:00 di mattina e il 2 dicembre Nagumo ricevette un messaggio già concordato con Tokyo: "Scalate il Monte Niitaka" (Niitakayama Nobore). Significava che le trattative erano fallite e che l'attacco doveva svolgersi come previsto.
Il 7 dicembre, alle ore 07:55 di mattina, 353 aerei giapponesi condussero un massiccio attacco contro la flotta statunitense ormeggiata a Pearl Harbor, comunicando il successo della sorpresa con il celebre messaggio "Tora, tora, tora!". Dopo i primi giorni di smarrimento, si poté conoscere il numero delle perdite: 2 403 morti o dispersi, 1 778 feriti, 3 corazzate (Arizona, Oklahoma e Utah, riclassificata con pennant number AG-16 quale nave da addestramento cannonieri) e il posamine Oglala affondati, 178 aerei distrutti, 159 danneggiati e gravi danni su numerose navi che ancora galleggiavano; danni di varia entità si registrarono alle piste aeree, agli hangar e ai ricoveri.

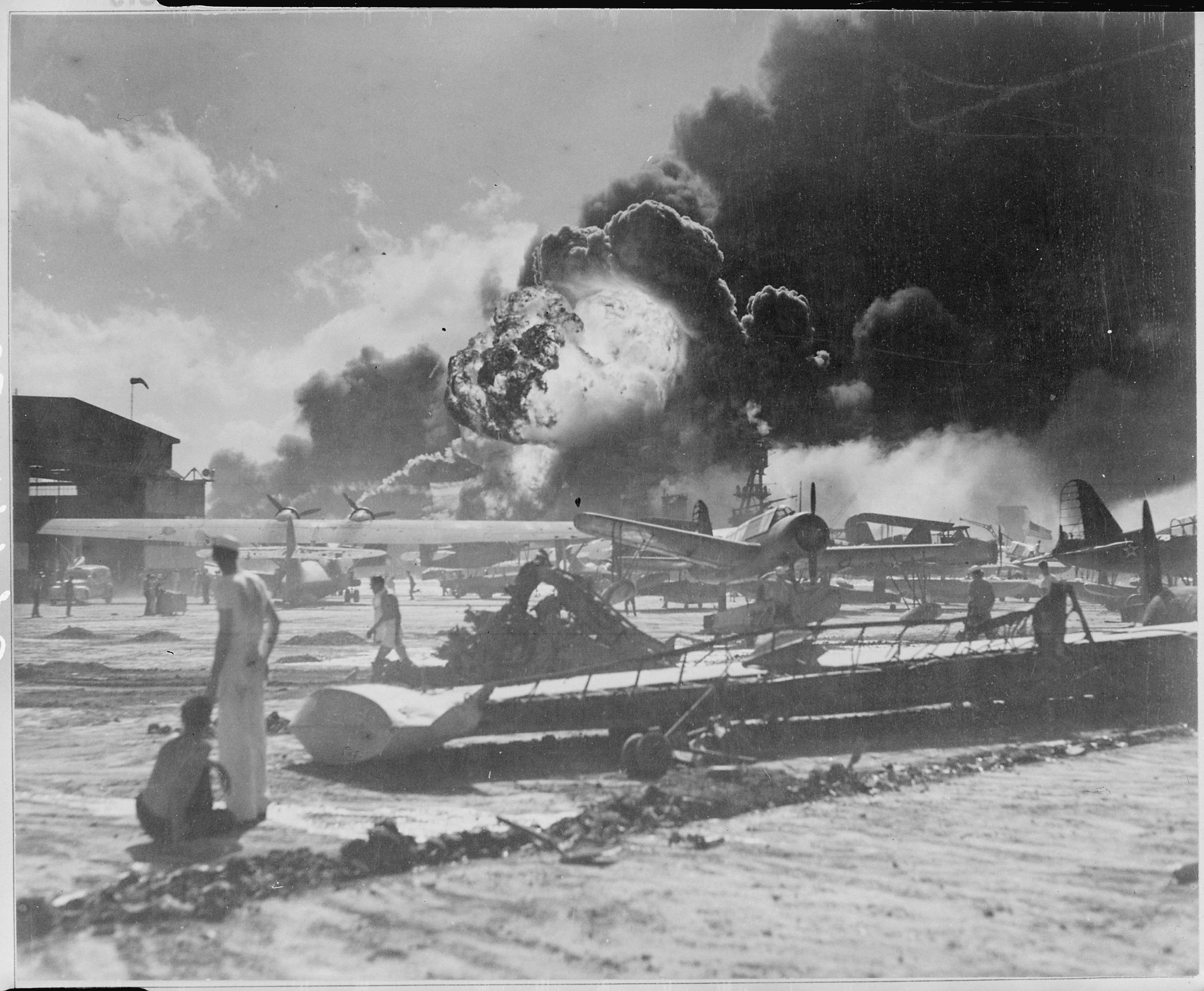
Hickam Field dopo il passaggio della prima ondata giapponese

Le portaerei però non furono mai avvistate perché in riparazione o in missione, inoltre né l'arsenale né i depositi carburante furono bombardati: il mancato conseguimento di questi obiettivi di fondamentale importanza strategica avrà un peso decisivo nella successiva sconfitta dell'Impero nipponico.
È interessante rilevare che il 27 agosto 1941 il governo giapponese aveva ricevuto un rapporto stilato da esperti di economia e da statisti con l'appoggio di personalità della marina imperiale, tra le quali lo stesso Ministro ammiraglio Shigetarō Shimada; vi era scritto che l'industria non avrebbe potuto sostenere la campagna militare in Cina per altri 5 o 10 anni, andando incontro a una grave crisi; veniva inoltre dichiarato che in caso di guerra con gli Stati Uniti il Giappone non avrebbe avuto speranze alcune di vittoria. Il Gran Quartier Generale e il Supremo Consiglio di Guerra non tennero in debito conto tale documento: le imprese fino ad allora tentate si erano svolte con relativa facilità; la Marina disponeva della miglior componente aeronavale dell'epoca e vantava equipaggi bene addestrati dotati di mezzi eccellenti, quali il caccia Mitsubishi A6M "Zero"; il servizio di spionaggio era assai esteso e forniva informazioni di ogni genere sull'apparato militare statunitense. Queste ragioni unite a un forte orgoglio nazionale contribuirono alla pianificazione di una guerra di conquista che si preannunciava poco costosa, dai risultati certi e grandiosi, abbandonando ogni prudenza. Infine gli alti comandi nipponici erano dell'opinione che una massiccia e improvvisa sconfitta, unita alla rapida istituzione di un dominio forte e ben protetto nell'Oceano Pacifico, avrebbero indotto gli Stati Uniti a negoziare un accordo che permettesse all'Impero del Sol Levante di avere libertà di manovra in Cina: la velocità e la rapidità furono perciò alla base delle operazioni militari giapponesi.
L'8 dicembre il presidente Roosevelt tenne un discorso affermando che il 7 dicembre sarebbe stato ricordato come il "Giorno dell'infamia" e dichiarando guerra all'Impero giapponese. Pur senza essere obbligate da alcuna clausola segreta del patto tripartito, la Germania e l'Italia fecero altrettanto nei confronti degli Stati Uniti l'11 dicembre, obbligandoli a uno scontro su due fronti. L'opposizione interna all'entrata in guerra degli Stati Uniti, fino al giorno prima molto radicata, svanì a seguito del violento attacco, sebbene si fornissero dal giugno 1940 aiuti militari al Regno Unito e dall'estate 1941 all'Unione Sovietica mediante il programma Affitti e prestiti.

## L'espansione giapponese
Il Giappone allineava un robusto schieramento di forze per le simultanee offensive nel Pacifico e in Asia. Al contrario, le forze alleate (anglo-australiani, statunitensi, olandesi) disponevano di truppe eterogenee con armi e mezzi spesso obsoleti, non ritenendo possibile che in Asia vi fossero minacce concrete al loro predominio.

### Il sud-est asiatico

#### Hong Kong
La città di Hong Kong era praticamente l'unico centro sulla costa cinese non conquistato dai giapponesi; essa era però vicina a Formosa e rappresentava un pericolo per le flotte aeree là dislocate, pronte all'attacco delle Filippine. Per cui, in contemporanea all'attacco di Pearl Harbor, anche se tecnicamente l'8 dicembre 1941 a causa di differenze di fuso orario, le forze giapponesi attaccarono la colonia britannica: già il 13 dicembre le truppe britanniche avevano dovuto ripiegare sulle isole della concessione, dove dal 18 furono prese sotto il tiro dell'artiglieria pesante nipponica. I giapponesi sbarcarono facilmente e spezzarono in due la difesa. Il pomeriggio del 25 dicembre il governatore e il generale di Hong Kong si arresero.

#### La Malesia e Singapore

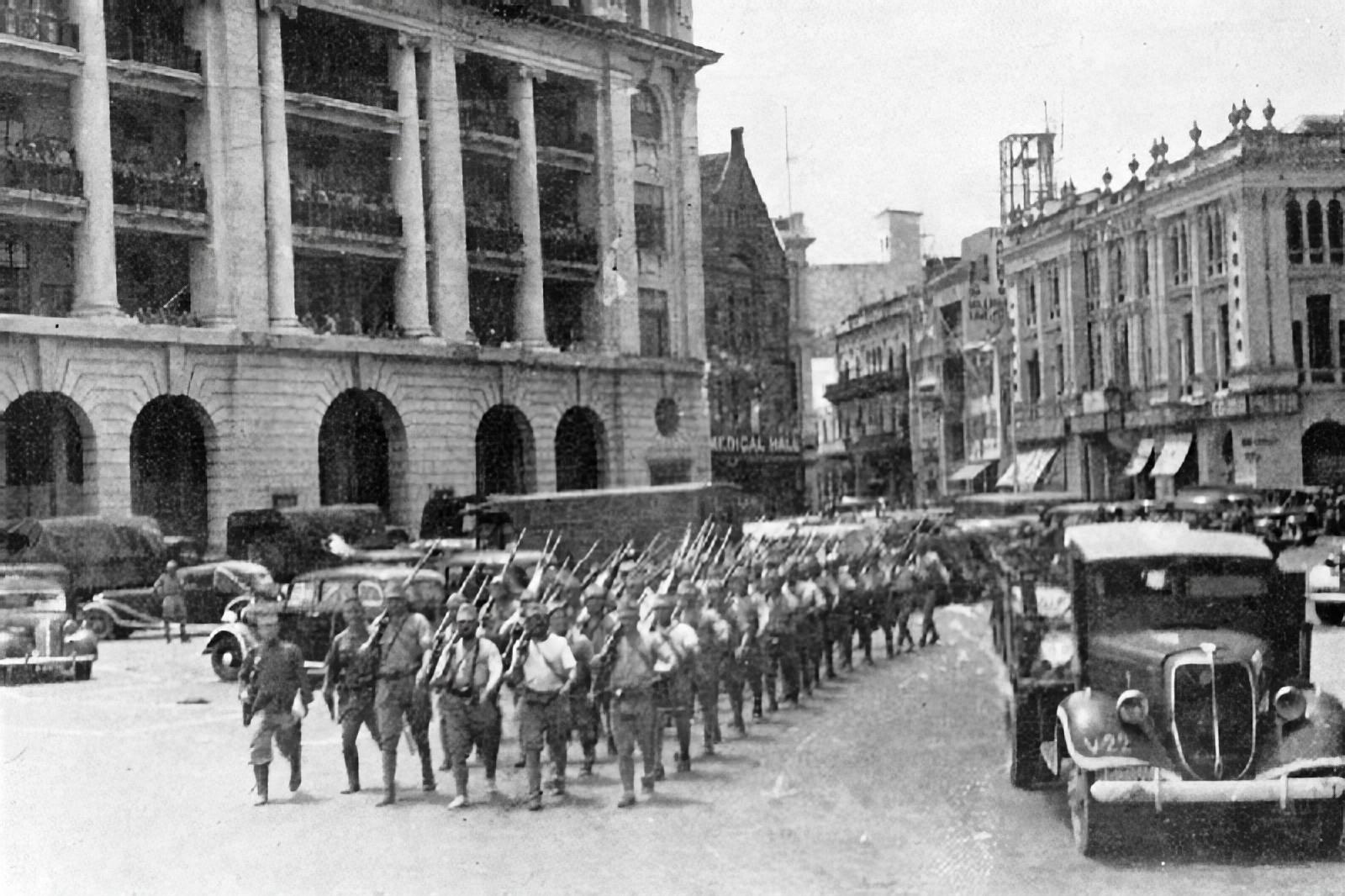
Un reparto nipponico sfila a Singapore dopo la fine della battaglia

Il 2 dicembre 1941 le due navi da battaglia Repulse e Prince of Wales erano giunte a Singapore a causa degli ultimi inquietanti eventi prima dello scoppio del conflitto; salpate la notte dell'8 dicembre per sventare gli sbarchi che si diceva i giapponesi stessero effettuando in Malaysia nel golfo di Kuantan, furono intercettate il 10 da un centinaio di apparecchi giapponesi che le affondarono, infliggendo un gravissimo colpo all'impero britannico.
Il convoglio d'invasione era in effetti partito già prima dell'attacco a Pearl Harbor e trasportava la 25ª armata del generale Tomoyuki Yamashita. Il mattino dell'8 dicembre Singapore fu bombardata dai giapponesi mentre delle truppe sbarcavano a Singora dando il via all'invasione giapponese della Thailandia, il cui governo si sottomise. Il 9 altri reparti mettevano piede nella Malesia settentrionale e avanzarono celermente, perché i britannici avevano fortificato Singapore più per respingere uno sbarco che non per fermare una discesa attraverso la Malesia. Sebbene a metà gennaio un convoglio statunitense avesse portato rinforzi, la situazione era drammatica, perché il 23 gennaio 1942 le forze alleate avevano ripiegato sull'isola di Singapore. Dopo giorni di incursioni aeree, l'8 febbraio le truppe nipponiche sbarcarono: la battaglia durò fino al 15 febbraio, quando il generale Arthur Percival si arrese a Yamashita: i giapponesi fecero circa 103 000 prigionieri tra soldati indiani, australiani e britannici. La città venne poi annessa all'Impero con il nuovo nome di Shōnan-tō.

#### La Birmania, l'Oceano Indiano e Ceylon

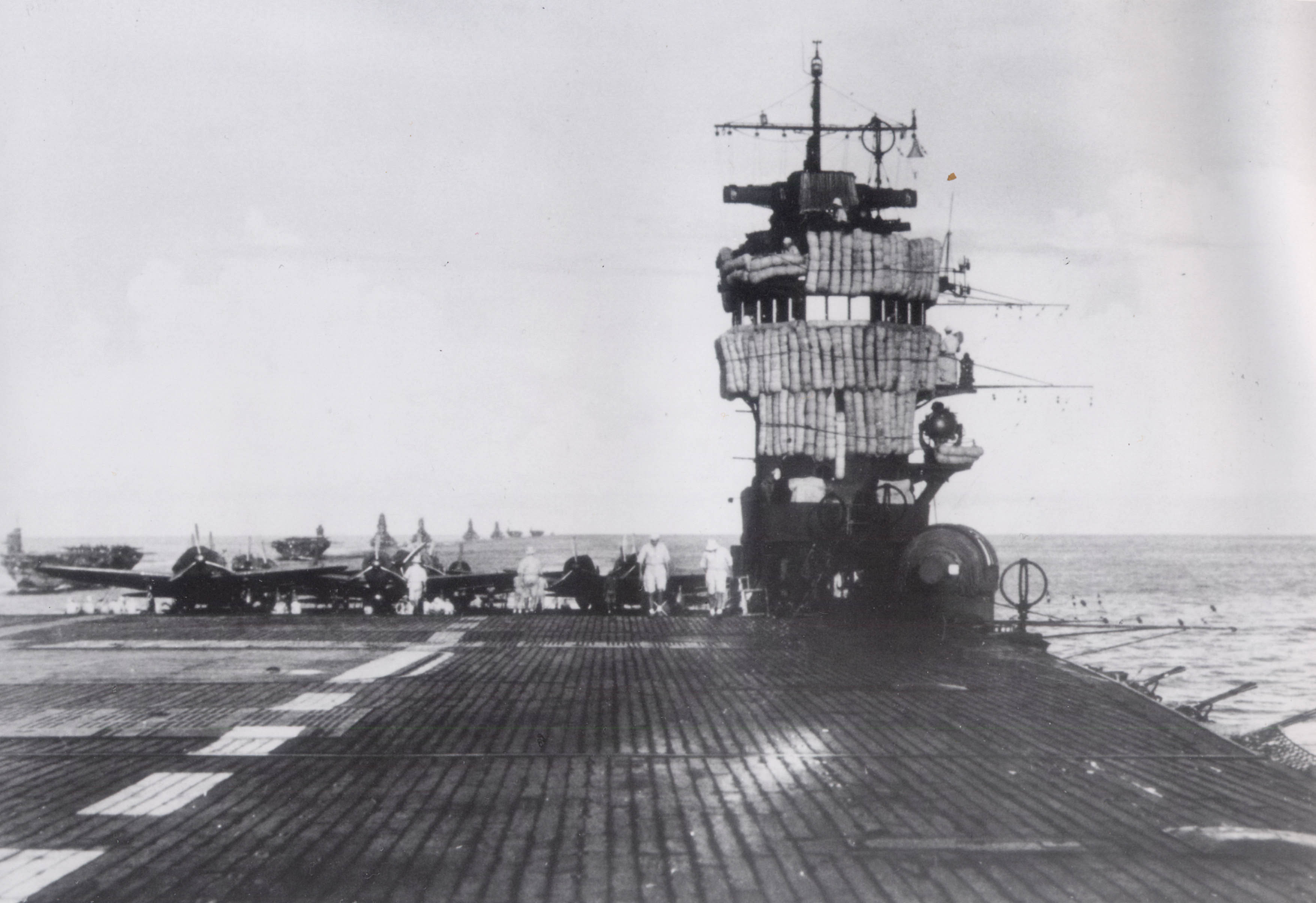
La portaerei, facente parte della squadra inviata nell'Oceano Indiano

Fallito un inizio di penetrazione il 15 dicembre 1941, i giapponesi attaccarono in forze la Birmania il 20 gennaio 1942, appoggiati dalla Thailandia. Sebbene riuscissero a fermare per circa un mese la spinta giapponese, i britannici cedettero infine alle truppe nipponiche che si irradiarono in tutto il paese: Rangoon cadde il 18 marzo, Mandalay il 1º maggio e Myitkyina l'8. Inoltre, con la conquista di Lashio avvenuta il 29 aprile, fu raggiunto uno dei principali obiettivi della campagna con l'interruzione della strada della Birmania, togliendo così ai cinesi il supporto logistico degli Alleati. Al 15 maggio 1942 l'esercito imperiale si era attestato sulla riva sinistra del fiume Chindwin minacciando l'India; solo nell'estremo nord della Birmania resistevano truppe cinesi rifornite da un ponte aereo.
All'avanzata sulla terraferma i giapponesi affiancarono azioni aeronavali nell'Oceano Indiano per proteggere i convogli navali di truppe e bombardare l'isola di Ceylon, base della flotta e dell'aviazione britanniche in Estremo Oriente. La flotta di Nobutake Kondō attaccò ai primi di aprile con aerei imbarcati Colombo e Trincomalee, ma le navi inglesi erano già al largo e solo alcune furono affondate: infatti l'ammiraglio James Somerville, comandante navale del settore, aveva disperso le sue unità. La puntata giapponese provocò comunque timori tra i capi britannici e fece pesare minacce sulle rotte britanniche in quest'area di grande importanza strategica.

### Il Pacifico centrale

#### Guam e Wake
Le basi statunitensi su Guam, nelle Isole Marianne, e Wake non avevano quasi ricevuto nessun tipo di rinforzo durante i mesi carichi di tensione precedenti la guerra. Guam fu bombardata il 7 dicembre e conquistata dai giapponesi senza difficoltà il 10 dicembre. Wake, attaccata anch'essa il 7, dette invece luogo a una resistenza più coordinata che sventò il primo tentativo nipponico dell'11 dicembre. Gli statunitensi subirono allora numerosi bombardamenti aerei e navali, e il 22 dicembre i giapponesi toccarono terra; dopo alcuni scontri il 23 dicembre Wake si arrese.

### Il Pacifico sud-occidentale

#### Le Filippine

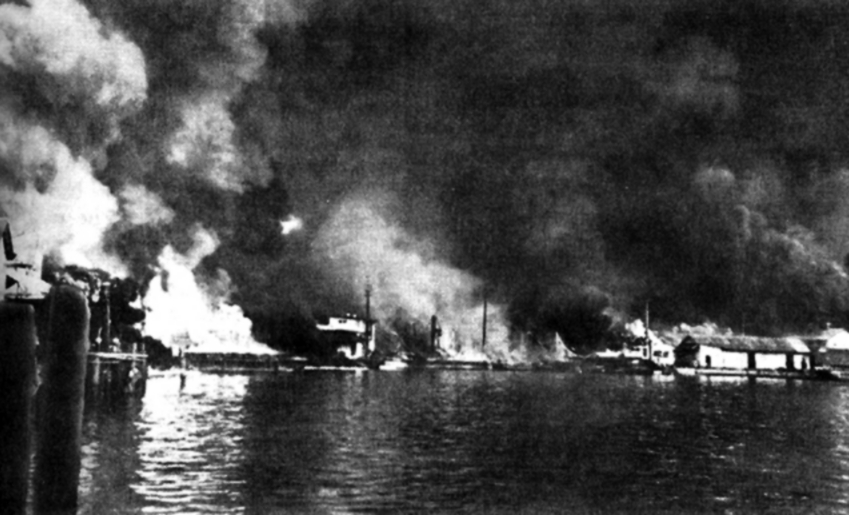
La base navale di Cavite, nelle Filippine, bombardata dai giapponesi il 10 dicembre

Le Filippine erano in stato di preallarme dalla fine di novembre, ma il generale Douglas MacArthur a capo della guarnigione, quando seppe di Pearl Harbor, non prese nessuna iniziativa perché il Dipartimento della Guerra gli aveva imposto di subire la prima azione offensiva giapponese. La mattina dell'8 dicembre 1941 aerei nipponici bombardarono gli aeroporti Clark e Iba, provocando gravissimi danni. Mentre altre incursioni provavano i filippino-statunitensi, i giapponesi sbarcarono il 10 dicembre nel nord di Luzon, e tra il 20 e il 21 misero piede a terra nel settore occidentale. Le truppe nipponiche avanzarono rapidamente sfondando le improvvisate linee di difesa, tanto che la capitale Manila cadde il 2 gennaio 1942. Il generale MacArthur ripiegò nella penisola di Bataan, ove continuarono i combattimenti fino all'inizio di aprile: il 9 i giapponesi occuparono la penisola e circa 76 000 prigionieri furono condannati a una tremenda marcia verso i campi di prigionia. Il generale MacArthur, che si era asserragliato nell'isola di Corregidor, dovette lasciare le Filippine il 10 marzo su ordine del presidente Roosevelt; appena arrivato in Australia, su una pista a sud di Darwin, affermò davanti a un gruppo di giornalisti: "Ce l'ho fatta, e tornerò". Quasi due mesi dopo, l'8 maggio 1942, anche Corregidor depose le armi e i giapponesi ottennero il controllo delle Filippine.

#### Le Indie orientali olandesi

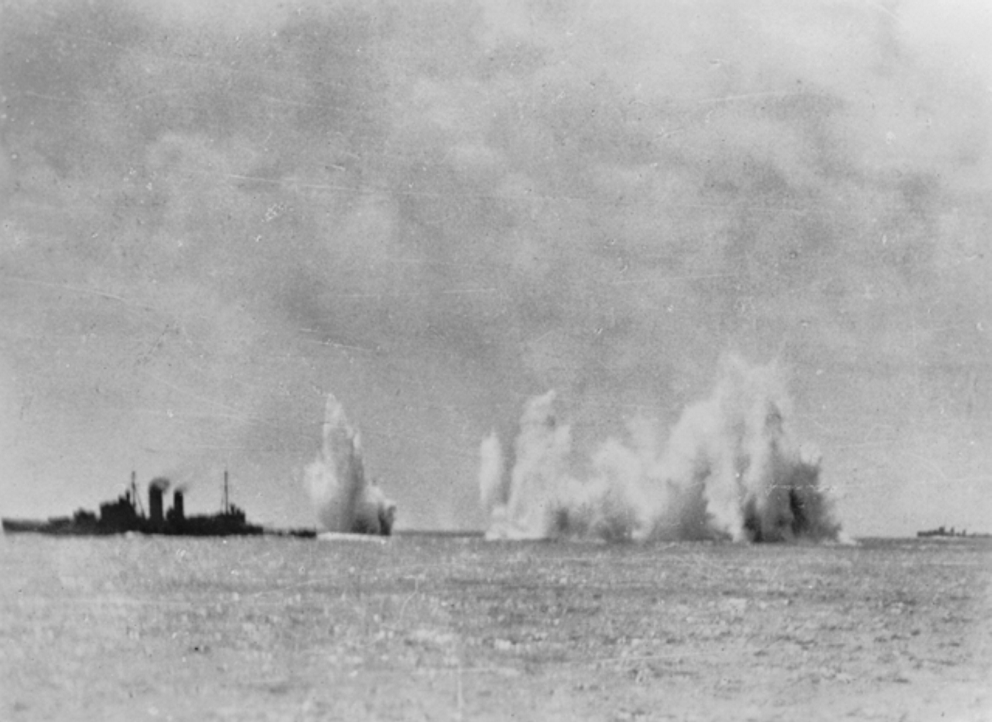
L'incrociatore britannico Exeter sotto attacco aereo durante la prima battaglia del mare di Giava

Le Indie orientali olandesi erano il vero obiettivo della campagna nipponica nel Pacifico a causa dei loro ricchi giacimenti di petrolio. Le operazioni ebbero inizio il 17 dicembre, dopo bombardamenti aerei preliminari: il Borneo britannico subì quattro successivi sbarchi e l'11 gennaio 1942 era conquistato. Il giorno dopo truppe giapponesi occuparono con un attacco anfibio Tarakan, nel Borneo olandese, e sebbene ostacolate da una rapida azione statunitense sbarcarono anche a Balikpapan; entro la metà di febbraio tutte le coste dell'isola erano in mani nipponiche. Frattanto gli Alleati si erano organizzati unificando i loro comandi nell'American-British-Dutch-Australian Command per suddividersi l'onere della difesa.

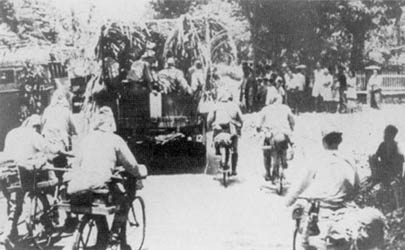
Soldati nipponici occupano l'interno di Giava

Conquistate le Molucche e Celebes, i giapponesi iniziavano i bombardamenti aerei su Giava e fermavano una puntata navale alleata; il 15 febbraio sbarcavano poi a Sumatra, che nel giro di una settimana cadeva. Pochi giorni Bali era invasa e conquistata, seguita il 20 febbraio da Timor. Il 14 febbraio gli Alleati subirono un grave colpo: i componenti statunitensi e britannici dell'ABDA erano stati richiamati dai rispettivi governi, che ritenevano perdute le Indie olandesi. Mentre gli sbarchi giapponesi si susseguivano rapidamente nelle isole vicine a Giava, l'eterogenea flotta alleata veniva parzialmente distrutta il 27 febbraio. Gli ammiragli olandesi e statunitensi sull'isola decisero dunque di mandare le superstiti navi in Australia, ma quasi nessuna vi riuscì: esse furono affondate tra il 28 febbraio e il 1º marzo o nello Stretto della Sonda o al largo di Giava mentre tentavano di fuggire.
Contemporaneamente i comandanti olandesi a terra stavano combattendo contro le truppe giapponesi sbarcate sull'isola. Gli scontri durarono fino al 9 marzo, quando il generale Hein ter Poorten si arrese. Con la sua capitolazione l'Impero nipponico si assicurava un ricco e vasto dominio e gli essenziali rifornimenti di carburante.

#### Le Bismarck, le Salomone e la Nuova Guinea
I piani giapponesi prevedevano la conquista dell'arcipelago di Bismarck per creare uno scudo orientale a difesa dell'Indonesia e appropriarsi di basi da dove iniziare l'espansione nelle Salomone, quindi nella Nuova Guinea e infine attaccare l'Australia, agognato obiettivo che affascinava molti degli ufficiali nipponici. La flotta dell'ammiraglio Nagumo fiaccò le simboliche difese australiane con alcuni bombardamenti, seguiti il 23 gennaio dallo sbarco in forze delle truppe, che occuparono facilmente la base australiana di Rabaul; nei giorni seguenti Kavieng, sulla punta nordoccidentale della Nuova Irlanda, veniva conquistata. I due centri furono presto trasformati in importanti piazzeforti.

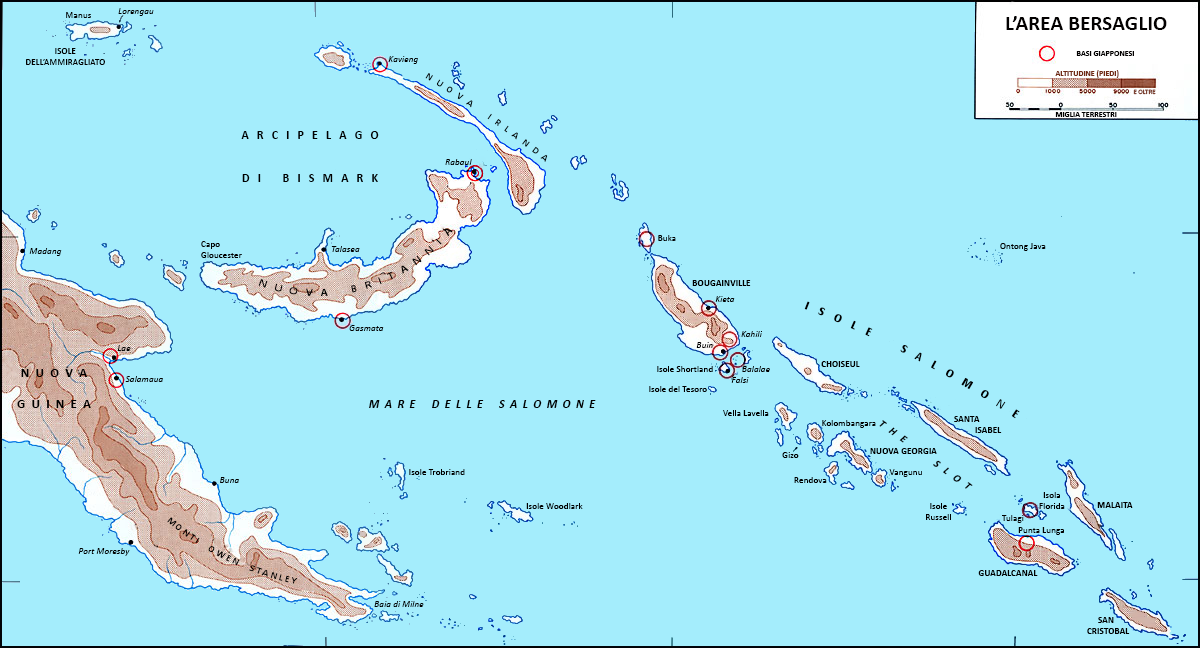
Il più importante settore del Pacifico sud-occidentale: le isole Bismarck, le Salomone e, a sinistra, la Nuova Guinea orientale nel luglio 1942

In contemporanea, il 22 gennaio 1942 le unità della marina imperiale sbarcarono a Bougainville, e dopo brevi scaramucce contro i rari distaccamenti anglo-australiani venne messa in sicurezza. A metà febbraio la squadra di Nagumo bombardò le posizioni australiane sulla costa settentrionale della Nuova Guinea, dove l'8 marzo sbarcavano incontrastati reparti dell'esercito e della marina presso Lae e Salamaua, dilagando ovunque: Port Moresby, sul litorale sud, fu l'unica base che rimase in mani alleate. Il mese di aprile fu impiegato dai giapponesi per rafforzare le posizioni raggiunte, poi a maggio occuparono Tulagi e il 3 luglio mettevano piede a Guadalcanal, strategicamente importante in quanto all'imbocco del Mar dei Coralli: cominciarono subito la costruzione di una pista aerea nel nord dell'isola.

#### Attacchi all'Australia

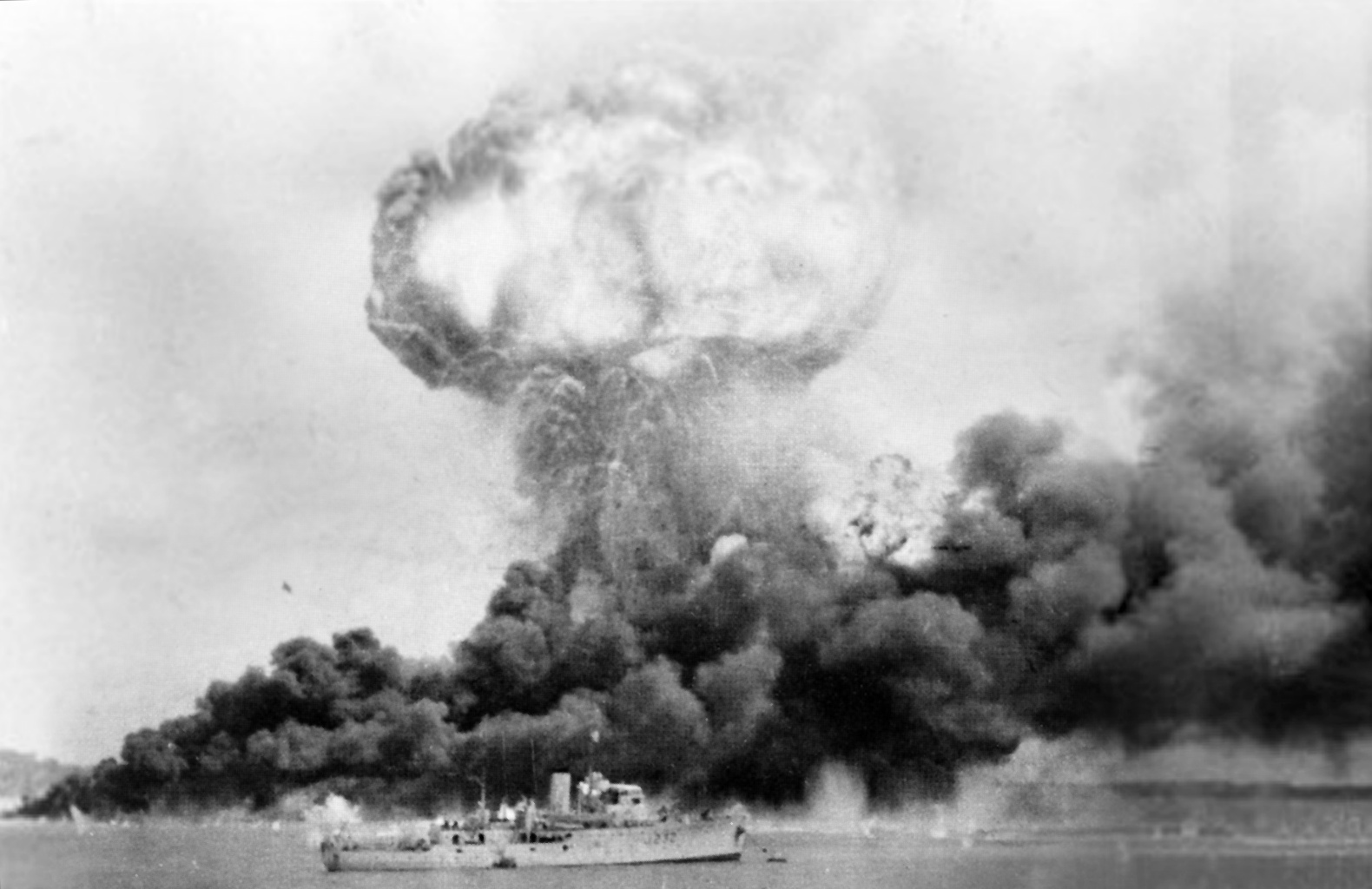
Devastazioni durante il bombardamento giapponese di Darwin

Durante la campagna nelle Indie Olandesi gli Alleati usufruivano dell'appoggio logistico fornito da Darwin, nel nord-ovest dell'Australia, che fungeva anche da base di ripiego per le navi danneggiate e dispensatrice di soccorsi per i combattimenti in corso: i comandanti giapponesi decisero perciò di attaccarla. La flotta di portaerei di Nagumo fu dirottata nel settore e colpì duramente il 19 febbraio 1942, devastando sia gli edifici che le navi ancorate nel porto e provocando la fuga della popolazione. Il 3 marzo un secondo analogo attacco portato ai danni della città di Broome uccise 70 persone e distrusse quasi tutti i Dornier Do-24 e Consolidated PBY Catalina che erano giunti nei giorni precedenti dalle Indie olandesi. Una terza incursione fu effettuata nel porto di Sydney da sommergibili tascabili il 31 maggio, ma fallì completamente: nessuna grande unità fu affondata e i battelli andarono perduti.

## Incursioni statunitensi

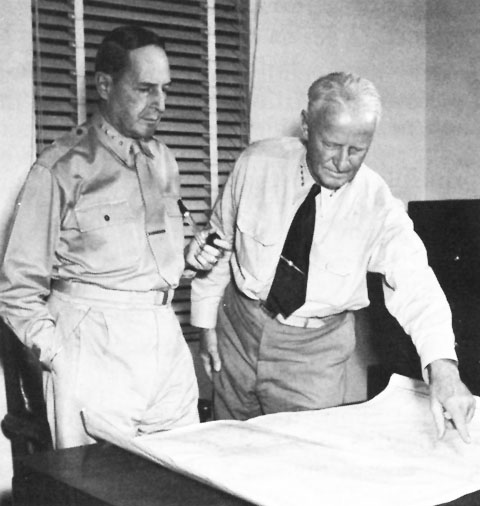
L'ammiraglio Chester Nimitz (destra) e il generale Douglas MacArthur (sinistra) studiano una carta del nuovo fronte oceanico

Mentre il Giappone iniziava la sua espansione, gli Stati Uniti si impegnarono per ricostruire Pearl Harbor: la carica di comandante in capo della United States Pacific Fleet (CINCPAC) andò il 31 dicembre 1941 all'ammiraglio Chester Nimitz, che il giorno precedente aveva ricevuto dall'ammiraglio Ernest King, Comandante in capo della Marina (COMINCH), l'ordine di proteggere a qualunque costo le Hawaii e le comunicazioni tra Stati Uniti e Australia; Nimitz, presente a Oahu già dal 15 dicembre, si dedicò quanto prima alla rivitalizzazione della base. La marina fu divisa in due sottoteatri d'operazione: quello settentrionale, al comando di Frank Fletcher, e quello meridionale, al comando di Robert Ghormley, sostituito il 18 ottobre 1942 da William Halsey. Alcuni mesi dopo, svanita ogni speranza di difendere con successo le Filippine, MacArthur era stato costretto a lasciare l'arcipelago per rifugiarsi in Australia, ove ricevette la nomina a Comandante Alleato Supremo per il Pacifico sud-occidentale, ponendo il suo quartier generale a Brisbane. La sua nuova carica lo portò a lavorare in stretto contatto con Ghormley e Halsey.
Nonostante il grave stato della Flotta del Pacifico, i comandi statunitensi decisero di condurre alcune rapide incursioni aeronavali: fu adottato il Piano di guerra numero 46, elaborato diversi anni prima per effettuare un attacco aereo sulle Isole Marshall. Il 31 gennaio 1942 una flotta composta attorno alle portaerei Yorktown ed Enterprise al comando di Halsey portò a termine la missione con il bombardamento di diversi atolli. Fu tentata un'azione simile contro Rabaul che dovette però essere annullata a causa della troppo vigile ricognizione aerea nipponica; invece una squadra formata dalla Enterprise e altre 9 navi attaccò il 23 e il 24 febbraio Wake con successo, e anche un'incursione aerea condotta dalla stessa flotta contro isola di Marcus ebbe esito positivo. Infine la formazione che avrebbe dovuto attaccare Rabaul fu rivolta contro la Nuova Guinea, dove il 10 marzo affondò alcune unità nipponiche all'ancora. La riuscita di queste prime offensive servì ad allenare ed addestrare gli equipaggi, ridette fiducia alla popolazione e alle forze armate e costrinse la marina imperiale a distaccare numerose unità nel Pacifico centrale e meridionale per evitare il ripetersi di analoghe incursioni.

## Il punto di svolta
All'inizio del 1942 i governi delle potenze minori iniziarono a far pressioni per stabilire un concilio di guerra intergovernativo Asia-Pacifico, basato a Washington. Un concilio di guerra venne stabilito a Londra, con un corpo sussidiario a Washington, ma poiché le sollecitazioni persistevano l'11 aprile 1942, a Washington, fu istituito il Pacific War Council ("Consiglio di guerra del Pacifico"): ne facevano parte il presidente Roosevelt, il consigliere Harry Hopkins, i rappresentanti dei belligeranti contro il Giappone e, in seguito, anche quelli delle Indie britanniche e delle Filippine. Il concilio non ebbe mai un controllo operativo diretto e tutte le sue decisioni vennero rimesse al Combined Chiefs of Staff anglo-statunitense, anch'esso con sede a Washington.
Più o meno nello stesso periodo, durante il mese di marzo, sorse una disputa tra la marina e l'esercito imperiali: la prima, appoggiata dalle personalità politiche, sosteneva che bisognava concentrarsi sullo sfruttamento della neocostituita "Sfera di Prosperità Comune", usando la flotta aeronavale per parare ogni offensiva alleata; il secondo invece invocava il proseguimento dell'espansione che aveva regalato al Giappone il controllo di un'area tanto vasta (circa un ottavo del pianeta). Dopo giorni di riunioni e sentito il parere di Yamamoto, che consigliò di procedere nelle conquiste, il Gran Quartier Generale imperiale decise di proseguire l'espansione: l'obiettivo designato era l'Australia per il ruolo che avrebbe rivestito nella controffensiva alleata. Condizione necessaria era però l'eliminazione di Port Moresby, che trasformata da MacArthur nella principale piazzaforte alleata a difesa del continente, continuava ad arginare i giapponesi nella Nuova Guinea settentrionale. Venne dunque attivato un piano studiato nel 1938 (operazione Mo), il cui spiegamento di forze preannunciava una campagna relativamente facile per il Giappone, che puntava a occupare per intero la Nuova Guinea e da lì invadere le province settentrionali dell'Australia, scongiurando ogni azione offensiva alleata a sud della "Sfera di prosperità comune".

### L'incursione su Tokyo

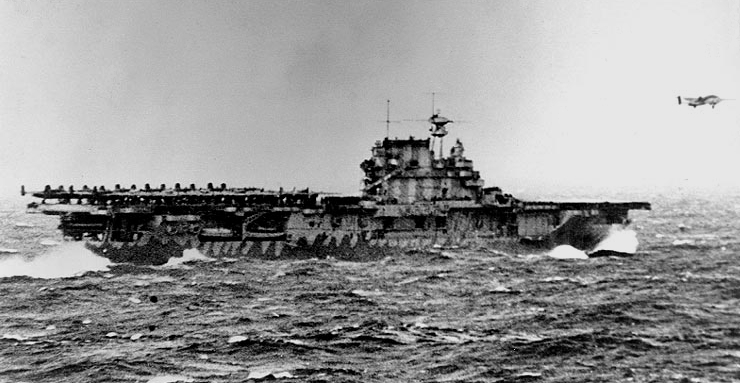
La portaerei durante le operazioni di involo; si scorgono i B-25 allineati sul ponte

Mentre i giapponesi mettevano a punto i piani per una nuova espansione, gli Stati Uniti stavano organizzandosi per compiere un attacco clamoroso contro Tokyo: l'idea era già stata proposta nel gennaio 1942, ma la perdita di tutte le basi vicine all'arcipelago nipponico e l'inesistenza di aerei dotati di tanta autonomia resero impossibile il progetto. Le rapide azioni aeronavali avvenute subito dopo, però, suggerirono al colonnello Jimmy Doolittle un metodo innovativo per bombardare Tokyo: egli propose di imbarcare sulla portaerei Hornet bombardieri North American B-25 Mitchell dell'esercito che portati in prossimità del Giappone, avrebbero attaccato per poi puntare verso ovest e atterrare in territorio cinese amico. Solo grazie a un alto ufficiale, suo amico, Doolittle ebbe il permesso di dedicarsi alla parte tecnica della missione, che ebbe inizio il 14 aprile.
Nonostante la fitta vigilanza delle unità navali nipponiche, il 18 aprile la flotta statunitense riuscì a lanciare i sedici B-25 che con Doolittle in testa portarono a termine il bombardamento. L'incursione, simbolica e operativamente insignificante, provocò grande costernazione nel Gran Quartier Generale e contribuì ad affrettare i preparativi dell'Operazione Mo. Inoltre, l'impensabile attacco dette grande credito alle insistenze di Yamamoto, che dall'inizio della guerra intendeva inviare l'intera marina imperiale contro gli Stati Uniti al fine di provocare una decisiva battaglia navale e annientarne così la pericolosa flotta di portaerei.

### Il Mar dei Coralli
Secondo le direttive dell'operazione Mo, le forze nipponiche incaricate di sbarcare a Port Moresby si suddivisero in quattro squadre distinte al comando del viceammiraglio Shigeyoshi Inoue e partirono dalle basi nelle Salomone. In campo alleato si sospettava che il Giappone avrebbe tentato, dopo la prima grande espansione, una nuova offensiva: dopo giorni di elucubrazioni l'ammiraglio Nimitz concluse che il solo obiettivo plausibile era Port Moresby; furono dunque inviate nel teatro del Pacifico sudoccidentale due Task force al comando dell'ammiraglio Fletcher. La battaglia, combattuta tra il 4 e l'8 maggio 1942, fu la prima senza contatto balistico, poiché venne condotta esclusivamente con l'impiego degli aerei: alla fine dello scontro le perdite subite dai due schieramenti erano in leggero favore del Giappone, ma gli Stati Uniti colsero una vittoria strategica impedendo l'operazione anfibia avversaria.

### La battaglia risolutiva a Midway

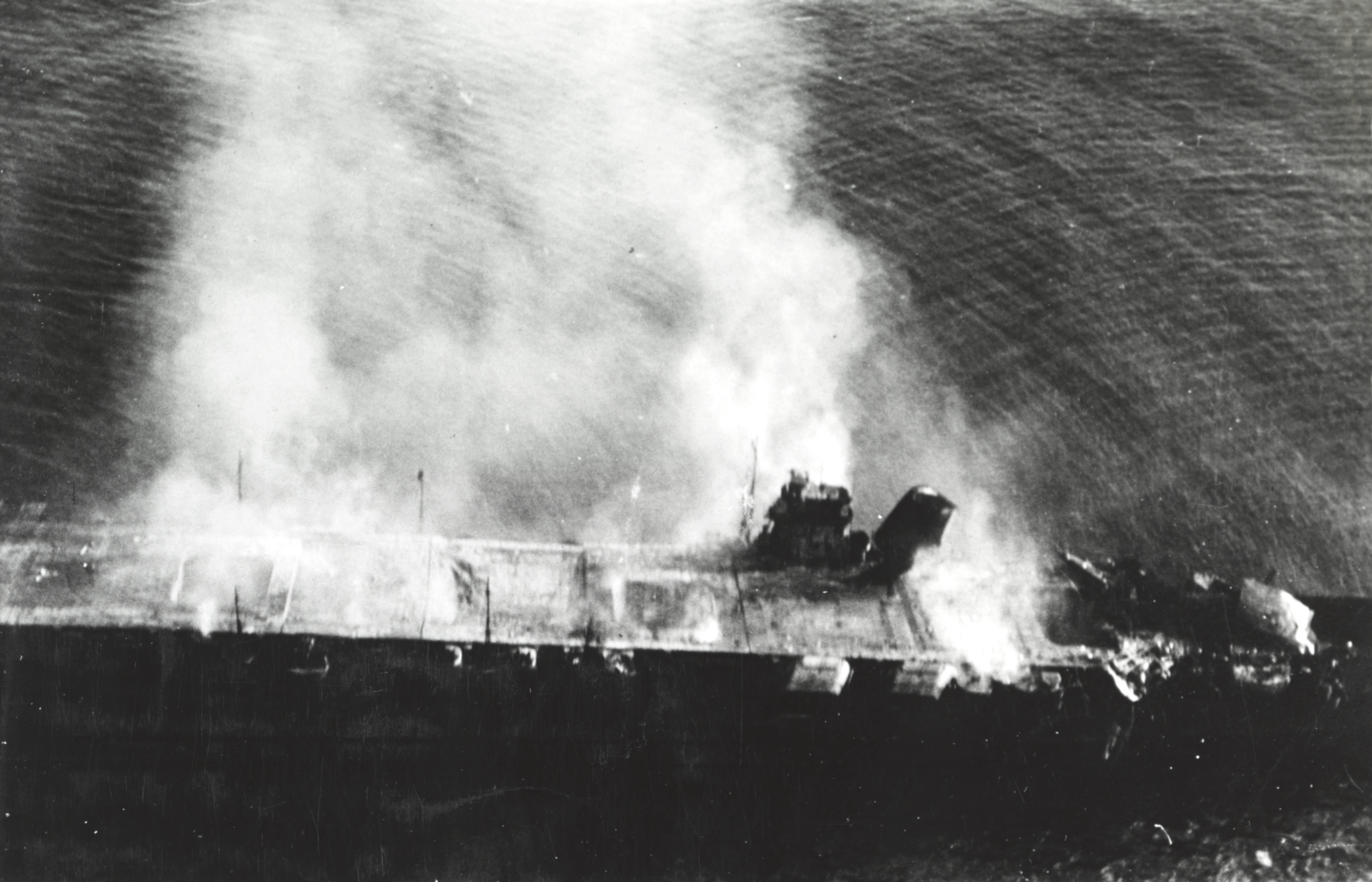
La portaerei giapponese Hiryu, gravemente colpita dai bombardieri in picchiata statunitensi, giace inclinata in fiamme

L'insolente attacco aereo su Tokyo e il fallimento delle operazioni nel Pacifico meridionale sottolinearono la giustezza delle previsioni dell'ammiraglio Yamamoto, per il quale le successive conquiste non potevano realizzarsi fintanto che la marina statunitense avesse mantenuto una certa efficienza bellica. Perciò le alte sfere rividero la loro posizione e dettero l'assenso per la costituzione di una grande flotta da lanciare contro le Hawaii.
Fu allineata la quasi totalità della marina imperiale mentre gli Stati Uniti poterono schierare solo 26 navi: l'esito sembrava scontato, ma i servizi segreti statunitensi contribuirono non poco ad avvantaggiare Nimitz nel disporre con sagacia le sue forze, mentre alcuni imprevisti e indecisioni inficiarono la fattibilità del piano nipponico. L'incertezza giapponese, la scoperta tardiva delle forze navali avversarie e le affrettate decisioni dell'ammiraglio Nagumo provocarono una vera disfatta: il 4 giugno quattro moderne portaerei furono affondate dagli statunitensi, che vinsero inaspettatamente la battaglia con perdite minori. Lo scontro rivestì un'importanza capitale: la flotta combinata nipponica, la più esperta al mondo, era andata perduta privando il Giappone di un grande strumento di guerra che mai più fu ricostituito. L'Impero nipponico perse l'iniziativa bellica e subì un grave contraccolpo psicologico per la sconfitta patita, tanto che molti ufficiali arrivarono a criticare le decisioni di Yamamoto. Furono imposte draconiane misure di sicurezza perché la vastità del disastro non trapelasse e soprattutto perché la popolazione civile non ne venisse a conoscenza.
L'unico successo i giapponesi lo ottennero a nord, quando il gruppo navale dell'ammiraglio Boshirō Hosogaya iniziò le operazioni diversive nelle isole Aleutine: dal 3 al 5 giugno furono bombardate le installazioni statunitensi e il 7 giugno reparti dell'esercito imperiale sbarcavano sull'isola di Kiska, seguita l'8 da quella di Attu: le due isole, conquistate entrambe il 10 giugno, furono gli unici territori degli Stati Uniti a essere invasi e occupati dalle truppe giapponesi.

## L'iniziativa passa agli Alleati

### Controffensive in Birmania

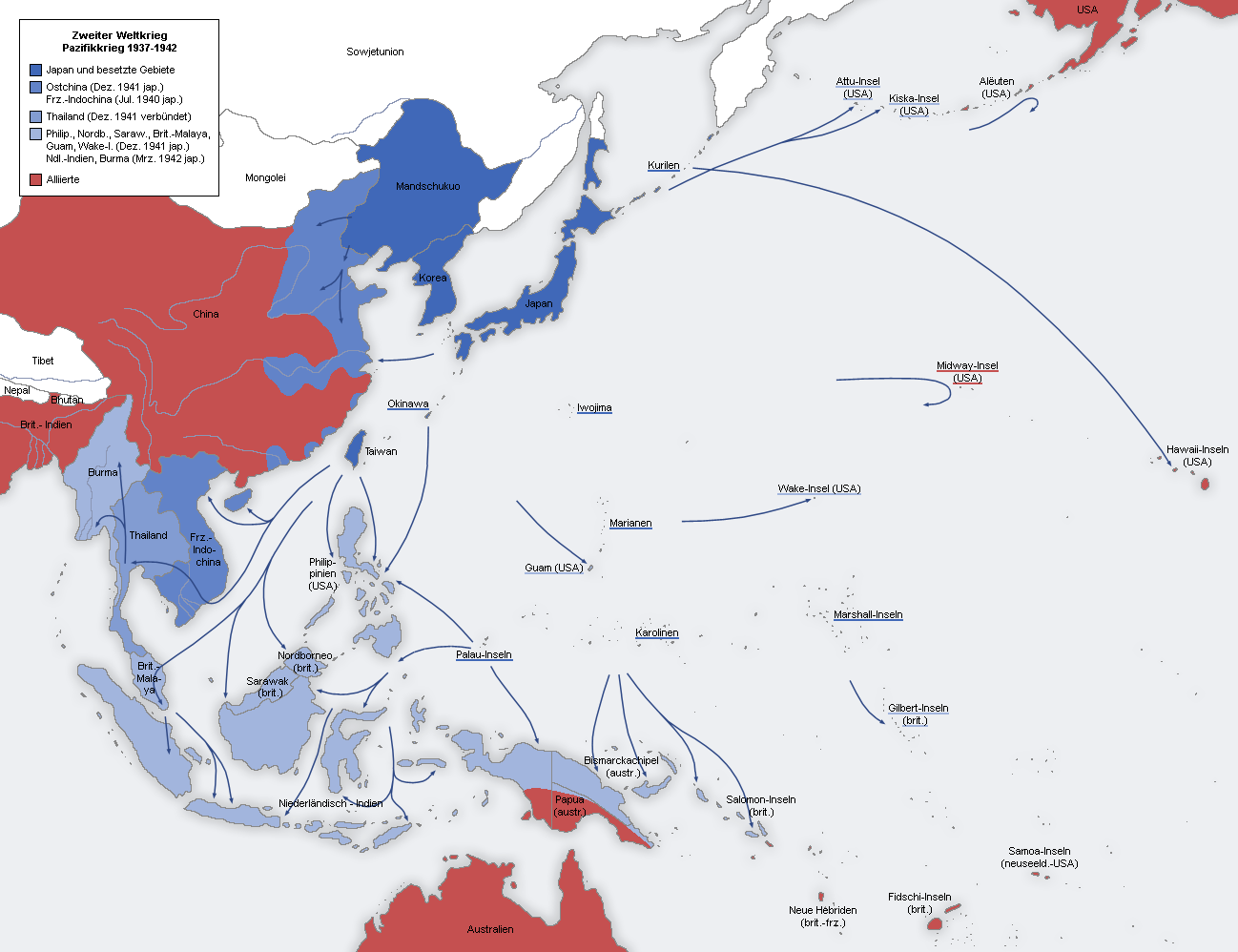
La situazione ad agosto 1942: l'espansione giapponese al suo culmine. In rosso i territori delle potenze alleate non occupati

Nel sud-est asiatico i giapponesi erano arrivati ai confini dell'India, ma non riuscirono a penetrare nella colonia britannica; la parte settentrionale della Birmania era invece in mano a truppe cinesi male armate ma numerose, rifornite precariamente da un ponte aereo basato nell'Assam. Volendo completare la gigantesca manovra a tenaglia per isolare la Cina, i giapponesi iniziarono la costruzione di ponti sul fiume Salween per poi dilagare nella Cina meridionale, ma i loro piani fallirono in quanto le Tigri Volanti vanificarono ogni loro sforzo, tanto che i nipponici nel mese di agosto rinunciarono, permettendo così ai cinesi di presidiare saldamente il fiume.
Riorganizzatisi dalla disastrosa ritirata compiuta a maggio, gli anglo-indiani lanciarono un'offensiva nella zona dell'Arakan, nella parte sud-occidentale della Birmania, ma le operazioni che si protrassero tra dicembre 1942 e i primi di febbraio del 1943 ottennero risultati limitati a fronte di feroci combattimenti e perdite abbastanza pesanti: le truppe giapponesi godevano di un miglior addestramento in ambiente tropicale, fattore che unitamente a malaria e difficoltà logistiche complicò fin dall'inizio l'offensiva.

### Le Salomone meridionali: Guadalcanal
La catastrofe giapponese a Midway fece passare l'iniziativa in mano agli Alleati, ai quali si offrivano molteplici direttrici d'attacco e obiettivi: si scelse di sbarcare sull'isola di Guadalcanal, in quanto vicina all'Australia, con una guarnigione relativamente esigua rispetto alle sue dimensioni e soprattutto perché era stato scoperto, il 4 luglio, un aeroporto giapponese in costruzione nella parte settentrionale, che poteva minacciare le comunicazioni tra America e Australia. Anticipati i preparativi per l'operazione Watchtower (nome in codice dell'attacco), forze dei marine statunitensi sbarcarono quasi incontrastate il 7 agosto sull'isola di Guadalcanal.

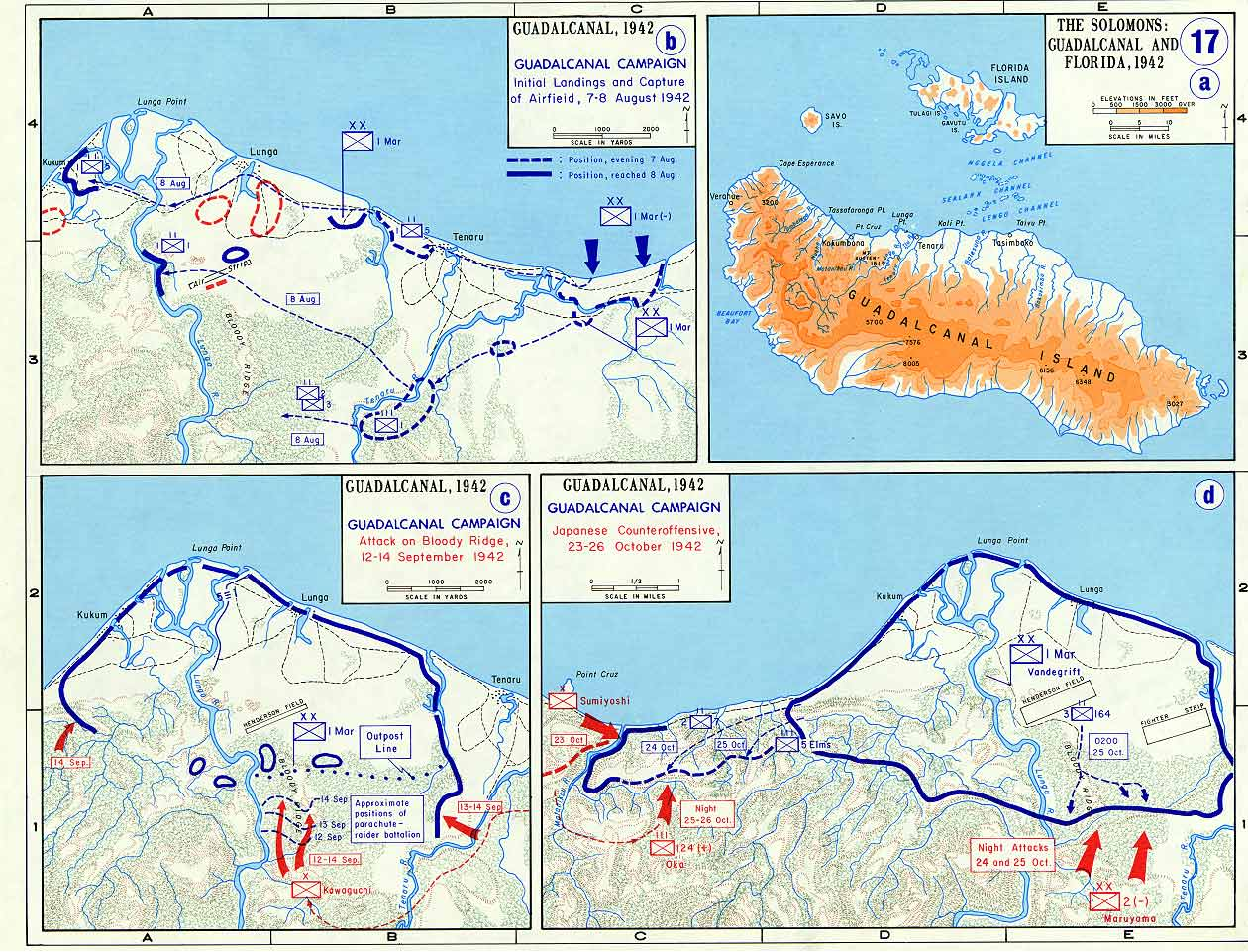
L'isola di Guadalcanal e alcune fasi dell'estenuante campagna

Entrambi gli schieramenti riversarono gran parte delle proprie risorse nei combattimenti per Guadalcanal, che si protrassero per i sei mesi seguenti in una crescente battaglia di attrito, vinta infine dagli Stati Uniti: dopo reiterati tentativi, i giapponesi infatti compresero che l'isola non era più difendibile ed evacuarono le loro forze, ponendo così termine a uno dei più lunghi confronti bellici nel Pacifico.

### Nuova Guinea sudorientale
Il Giappone non aveva ancora rinunciato alla distruzione di Port Moresby, per cui decise di effettuare un attacco terrestre attraverso i Monti Owen Stanley coadiuvato da uno sbarco sulla punta orientale della Nuova Guinea. Iniziata a metà agosto, l'offensiva nipponica andò incontro a ogni genere di difficoltà in questo selvaggio territorio mentre lo sbarco fu sventato. Vicino alla base alleata la colonna giapponese fu respinta dagli australiano-statunitensi di MacArthur, il quale fece così fallire la Campagna della pista di Kokoda nipponica e nella successiva battaglia di Buna-Gona riconquistò entro la fine di dicembre Buna e Gona; per il mese di gennaio 1943 l'intera Nuova Guinea sudorientale era in mano agli Alleati. Il generale MacArthur si dedicò allora a pianificare una nuova offensiva.

## 1943
Nel febbraio 1943 il Giappone, sebbene avesse subito perdite più o meno pesanti nei ranghi dell'aviazione navale e della marina, si fosse dovuto ritirare dalle Salomone meridionali e avesse dovuto rinunciare all'invasione dell'Australia, manteneva comunque un dominio vasto, ricco e fortificato, che gli Alleati si prepararono ad attaccare da tutti i lati: si decise di iniziare con la neutralizzazione della base di Rabaul mediante una duplice offensiva, i cui aeroporti rendevano pericoloso il movimento di navi e davano appoggio tattico alle truppe giapponesi in Nuova Guinea.

### La Birmania

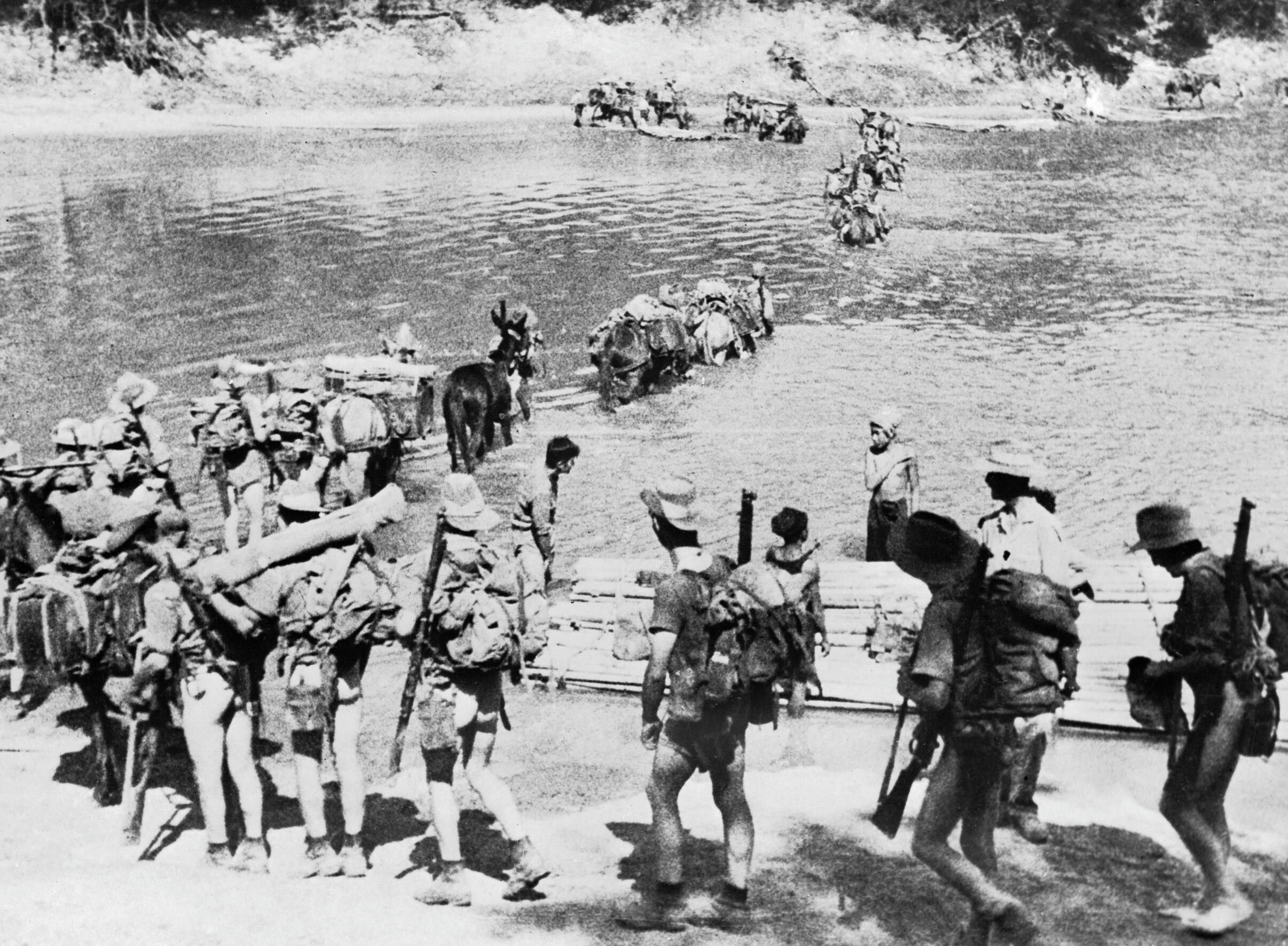
Una colonna di Chindit in marcia durante l'azione di guerriglia nella Birmania occupata

In Birmania l'offensiva giapponese, che era riuscita a cacciare l'esercito indo-britannico anche dal nord ovest del paese, perse slancio a metà del maggio 1942, in quanto le linee di comunicazione e d'approvvigionamento si erano incredibilmente allungate e gli effettivi erano insufficienti per controllare un così vasto territorio. Mentre i giapponesi si riorganizzavano attestandosi a pochi chilometri dall'India, il generale britannico Orde Charles Wingate riuscì a costituire nonostante l'opposizione di alcuni alti ufficiali un reparto speciale per effettuare azioni da guerriglia nelle retrovie nipponiche in Birmania, rendere possibile una controffensiva alleata e scuotere la sicurezza giapponese. Partiti il 10 febbraio 1943 da Imphal, i Chindit (nome assunto dagli uomini del generale) si divisero in colonne penetrando in Birmania e giunsero all'inizio di marzo alla linea ferroviaria Rangoon-Myitkyina-Mandalay, che interruppero in 25 punti per centinaia di metri; Wingate intendeva proseguire oltre il fiume Irrawaddy, ma l'imminenza dei monsoni e la stanchezza degli uomini fecero sì che Wavell gli ordinasse, il 26 marzo, di ritornare. La ritirata durò mesi, ma a giugno i due terzi dei Chindit erano in salvo, in Cina o in India, e la ferrovia birmana era stata gravemente danneggiata, rendendo assai difficile ai giapponesi le comunicazioni e i rifornimenti.

### Il Mar di Bismarck e gli scontri in Nuova Guinea
L'isola della Nuova Guinea rivestiva ancora grande importanza strategica per i giapponesi: fungeva da scudo occidentale per Rabaul e controllava numerosi stretti e passaggi tra l'Oceano Pacifico centrale e quello meridionale; inoltre l'aviazione lì dislocata poteva ancora contrastare le operazioni alleate che avevano come centro logistico l'oramai munita base di Port Moresby. Fu deciso che gli aeroporti di Lae e Salamaua dovevano essere massicciamente riforniti mediante un grande convoglio, in quanto si sapeva di una prossima offensiva alleata, ma l'intervento dei gruppi aerei australiani e statunitensi provocò gravi perdite in navi e uomini. Il disastro impressionò i comandi giapponesi e lo stesso ammiraglio Yamamoto riconobbe che la situazione nel Pacifico meridionale si era fatta difficile, tanto più che le ricognizioni aeree suggerivano una nuova avanzata avversaria: recatosi a Rabaul, ideò l'"Operazione A" (I-Go Sakusen), ovvero una grande offensiva aerea da scatenarsi nelle Salomone per infliggere gravi danni agli statunitensi.

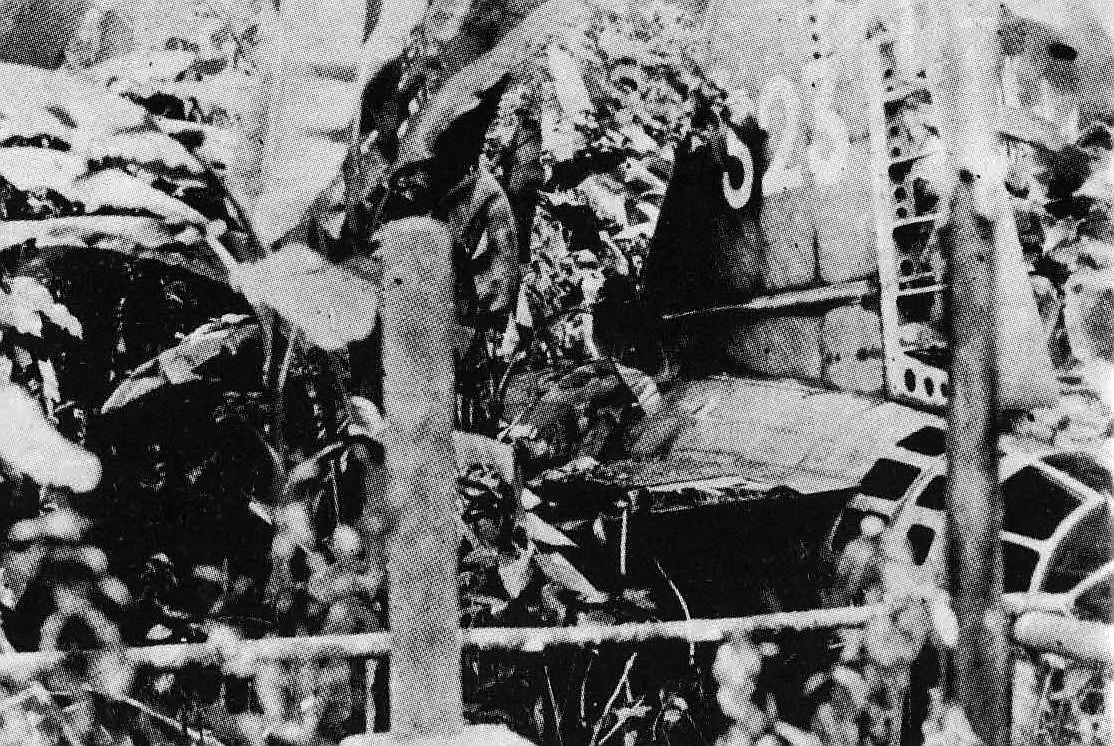
Il bombardiere che stava portando l'ammiraglio Yamamoto dopo l'abbattimento

Il 7 aprile iniziarono gli attacchi a Guadalcanal, e l'11 alle baie della Nuova Guinea, affollate di navi, ma i risultati di tali azioni aeree furono grami. Yamamoto, male informato da rapporti erronei, pianificò operazioni dello stesso genere, preparò le difese nelle Salomone centrali e, volendo supervisionarle, decise di passare in rassegna le posizioni più importanti, anche per alzare il morale delle truppe. Le trasmissioni radio nipponiche furono però intercettate il 17 aprile, e gli Stati Uniti vennero a sapere dei progetti dell'ammiraglio. Il segretario di Stato William Franklin Knox propose di organizzare un attacco (operazione Peacock) durante gli spostamenti aerei che Yamamoto avrebbe fatto: subito diciotto Lockheed P-38 Lightning furono riuniti per condurre l'imboscata, che avvenne il 18 aprile nei cieli delle Salomone mentre l'ammiraglio stava dirigendosi a Balalle; il bombardiere Mitsubishi G4M che trasportava Yamamoto fu abbattuto ed egli rimase ucciso. Il colpo al morale nipponico fu gravissimo, in quanto Yamamoto aveva sempre rappresentato la potenza delle forze armate e della marina soprattutto: i funerali in suo onore furono solenni e vi partecipò un milione di giapponesi costernati. La carica di comandante in capo della flotta fu assegnata all'ammiraglio Mineichi Kōga, che ricevette la nomina ufficiale il 21 aprile.
I timori del Gran Quartier Generale riguardo ad una prossima offensiva in Nuova Guinea erano fondati: il 30 giugno, in contemporanea alle operazioni di Halsey nelle Salomone, MacArthur dette avvio a un massiccio bombardamento aereo sulle basi giapponesi in Nuova Guinea, subito seguiti da una serie di sbarchi: dopo feroci combattimenti durati fino all'inizio di ottobre l'esercito imperiale era stato ricacciato a nord, e solo alcune posizioni resistevano sulle alture vicino a Finschhafen: MacArthur era così riuscito a porsi in una eccellente posizione strategica per andare all'attacco della Nuova Britannia, dove si trovava l'importante base di Rabaul.

### Isole Aleutine

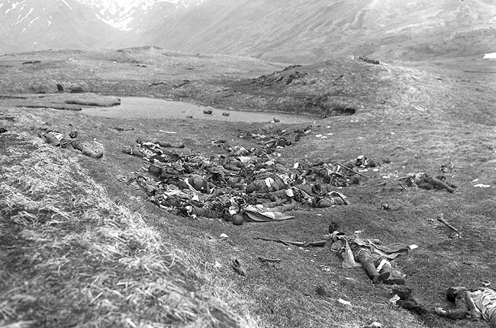
Cadaveri di soldati giapponesi dopo l'attacco banzai del 29-30 maggio

Relegate in questa remota parte del globo dal giugno 1942, le guarnigioni giapponesi di Attu e Kiska subirono dall'inizio del 1943 bombardamenti aeronavali e una carenza di rifornimenti dovuta al blocco statunitense sempre più efficace. Il viceammiraglio Moshiro Hosogaya, preoccupato della situazione, inviò un convoglio che arrivò indenne a destinazione; quando ripeté l'operazione il 26 marzo le sue navi s'imbatterono nella squadra del contrammiraglio Charles McMorris distaccata dalla Task force 16 che, in inferiorità numerica, le respinse ottenendo un'importante vittoria strategica. Gli Stati Uniti completarono l'isolamento delle due posizioni riducendole alla fame, per poi sbarcare l'11 maggio ad Attu (operazione Landgrab), fanaticamente difesa da 2 380 soldati nipponici che si fecero quasi tutti uccidere sul posto o si suicidarono piuttosto che arrendersi. Conquistata l'isola il 30 maggio, la campagna proseguì con gli incruenti sbarchi del 15 agosto a Kiska perché i giapponesi, sfruttando le frequenti nebbie della zona, l'avevano sgomberata con successo alla fine di luglio.

### Le operazioni nelle Salomone e in Nuova Britannia

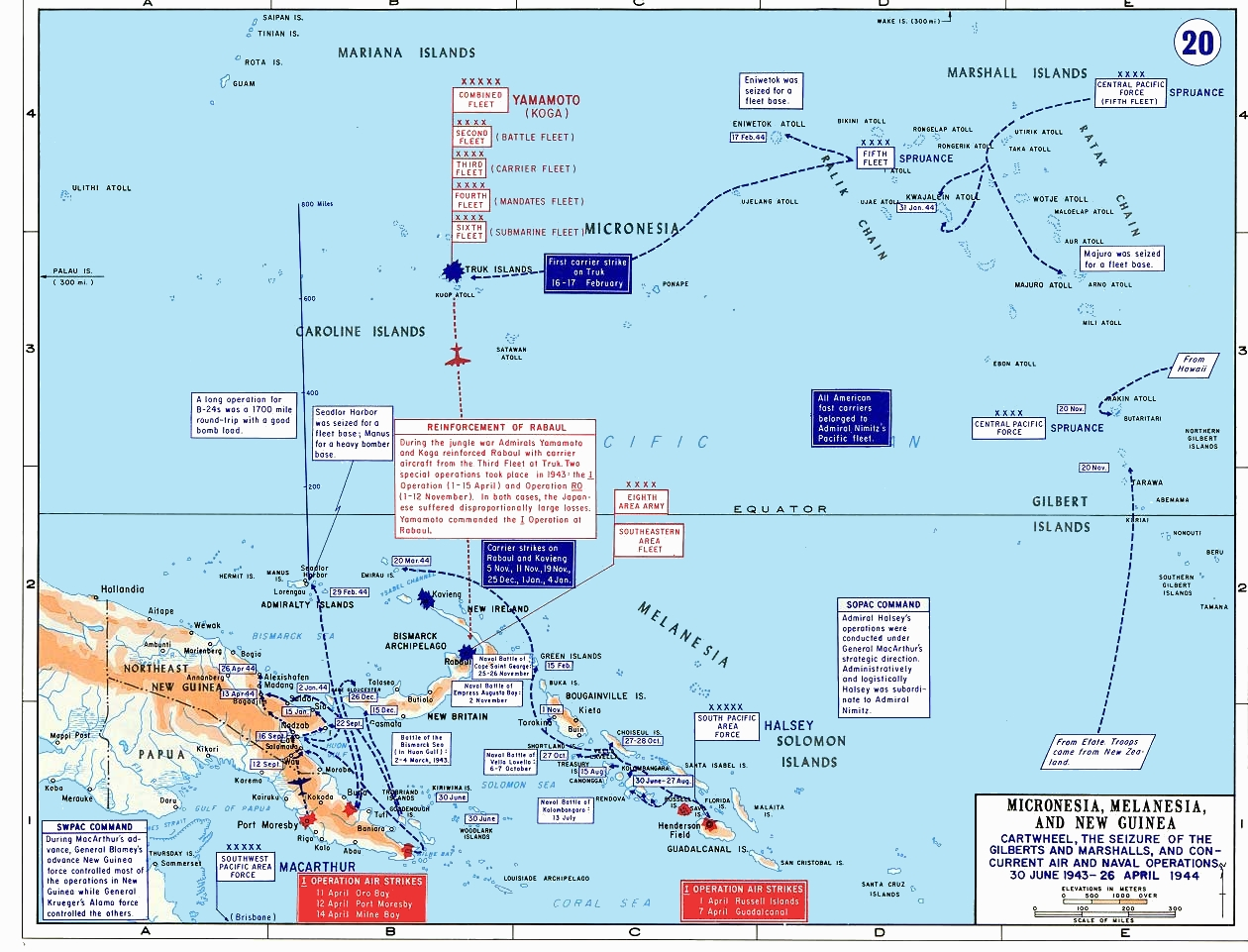
Il globale svolgimento dell'operazione Cartwheel

La sconfitta sofferta a Guadalcanal aveva spostato il perimetro difensivo nipponico nelle Salomone centrali, facendo sfumare ogni progetto offensivo verso l'Australia, ormai irrealistico nonostante la foga con cui era difeso dai capi dell'esercito imperiale. Il Giappone era intenzionato a fermare qui l'avanzata degli Alleati, ma le cose andarono diversamente: l'ammiraglio Halsey, in contemporanea al generale MacArthur, iniziò il 30 giugno 1943 una massiccia offensiva con obiettivo finale Rabaul: le operazioni, che videro l'applicazione della nuova strategia del salto della rana (teso a conquistare solo posizioni effettivamente preziose tralasciando le altre), durarono fino al termine dell'anno quando la base giapponese fu resa inoffensiva.
Per sostenere efficacemente le azioni di Halsey, il generale MacArthur pianificò uno sbarco da effettuarsi a dicembre nella parte occidentale della Nuova Britannia, da dove i giapponesi potevano ancora rifornire le loro forze in Nuova Guinea; inoltre si sarebbe potuto interrompere ogni aiuto alla base di Rabaul, obiettivo finale dell'offensiva. Gli statunitensi sbarcarono a Capo Gloucester e dopo tre mesi di feroci battaglie contro la guarnigione nipponica MacArthur era ormai in possesso di punti chiave che resero indifendibile Rabaul, martoriata dalle incursioni delle portaerei di Halsey. Per il mese di febbraio 1944 l'arcipelago delle Bismarck era passato sotto il controllo statunitense, e le guarnigioni saltate rimasero inoffensive per il resto della guerra.

### Le isole Gilbert
La preponderanza numerica e qualitativa di cui ormai godevano le forze armate statunitensi fece prendere in esame all'ammiraglio Nimitz la possibilità di attaccare anche da est l'Impero giapponese. La nuova offensiva (operazione Galvanic) fu fissata per il 20 novembre e fu rivolta contro le Isole Gilbert, l'arcipelago più a oriente rimasto in mano ai giapponesi: la campagna aprì la lunga serie di imponenti ma sanguinose operazioni anfibie nel Pacifico con la violenta battaglia di Tarawa, combattuta sull'isola di Betio dell'omonimo atollo. Anche qui venne applicato il salto della rana e si procedette a conquistare solo gli atolli di Tarawa, Makin e Abemama.

### Avvenimenti politici

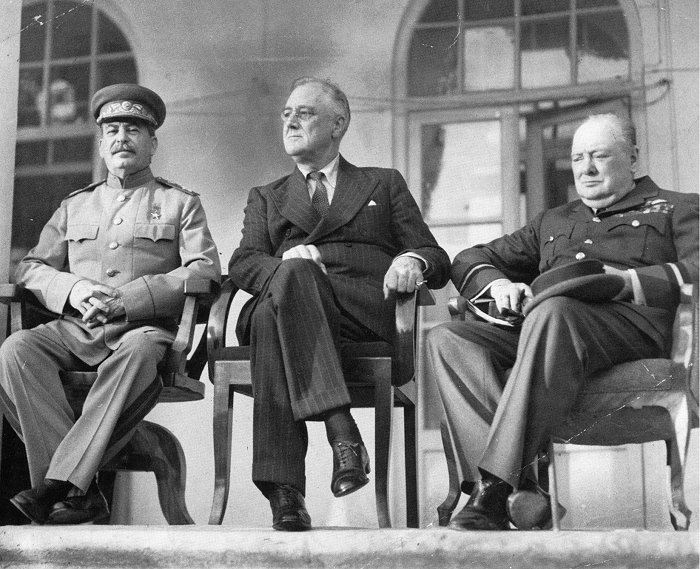
I "Tre Grandi" durante la conferenza interalleata a Teheran

L'evolversi della situazione militare durante il 1943 spinse Inghilterra e Stati Uniti a incontrarsi in una conferenza per discutere dei problemi strategici riguardo al teatro europeo e a quello del Pacifico: il luogo scelto fu il Québec. Churchill e Roosevelt, affiancati dal Primo Ministro canadese William Lyon Mackenzie King, decisero di ristabilire i contatti terrestri con la Cina di Chiang Kai-Shek mediante una forte offensiva in Birmania e l'intervento della flotta britannica nella lotta contro il Giappone: la riunione durò dal 17 al 24 agosto. Una seconda conferenza, tenutasi a Il Cairo dal 22 al 25 novembre tra Roosevelt, Churchill e Chiang Kai-Shek, consentì ai tre uomini di coordinarsi per le future azioni militari da intraprendere nel Pacifico, al fine di fiaccare la resistenza giapponese e per far capitolare l'Impero nipponico senza condizioni. Il più importante incontro tra i vertici alleati si svolse a Teheran tra Churchill, Roosevelt e Stalin, che per la prima volta dalla presa del potere lasciava il suo paese: i "Tre Grandi", tra il 28 novembre e il 1º dicembre, si accordarono per la data dello sbarco in Francia e perché i sovietici intervenissero nella guerra contro il Giappone il prima possibile.

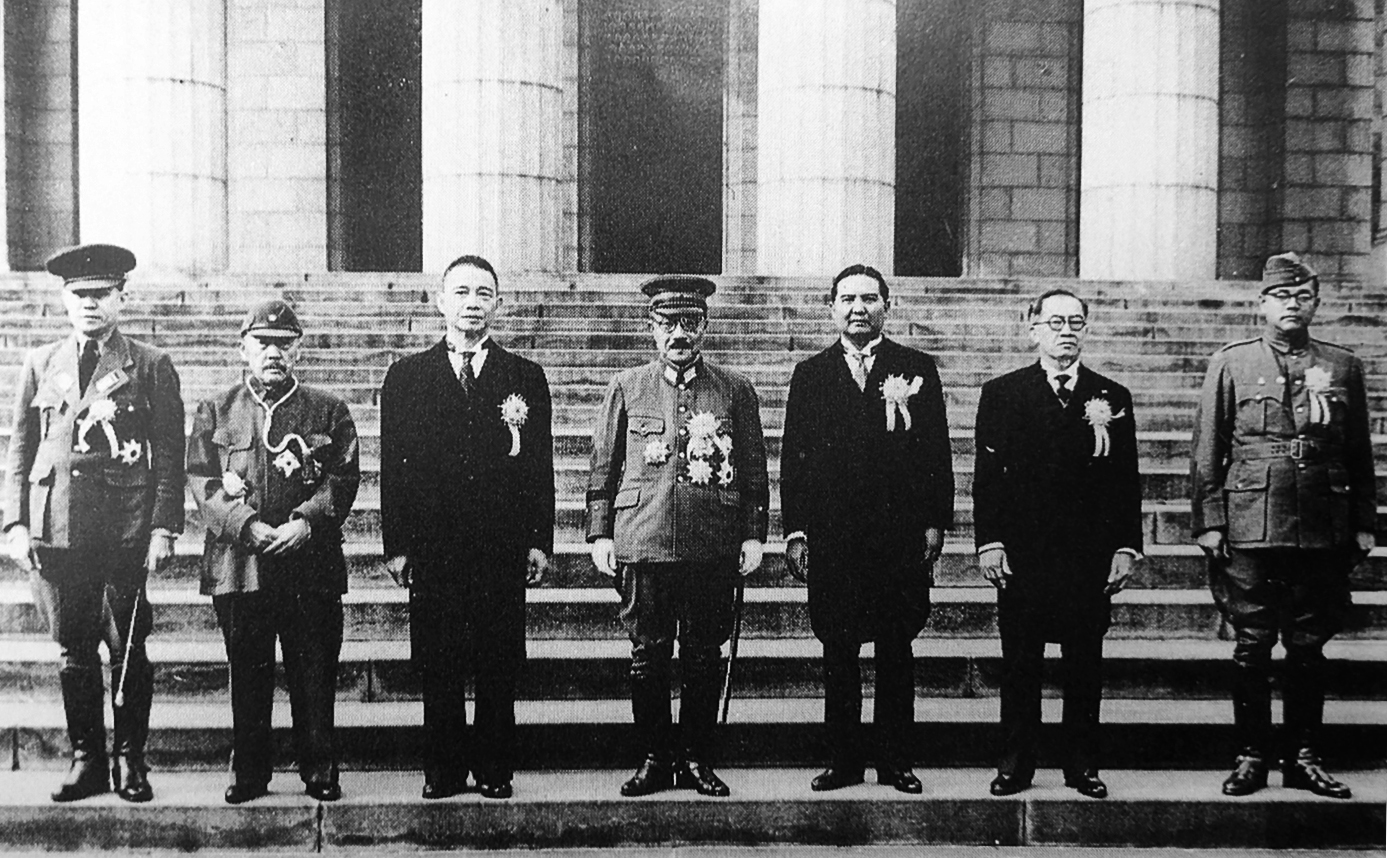
Tōjō e i rappresentanti dei governi filo-nipponici alla Conferenza della Grande Asia orientale

Il 1943 aveva dunque segnato il progressivo sgretolamento della parte sud-orientale del dominio giapponese: la strategica base di Rabaul era in pratica sotto assedio e le zone più periferiche erano state occupate oppure divenivano sempre meno difendibili. La circostanza più grave era però la guerra sottomarina scatenata dalla flotta di sommergibili statunitensi, la cui micidialità aveva provocato una crisi sia nel rifornimento di carburanti, sia nell'approvvigionamento della popolazione civile. Ma Tōjō e la dirigenza militare credevano ancora che fosse possibile ristabilire la supremazia dell'Impero e battere gli Stati Uniti, e d'altronde non avevano affatto rinunciato ai piani relativi alla creazione della "Sfera di Prosperità Comune" intesa come insieme di nazioni liberate e guidate dal Giappone.
In questo contesto dev'essere inserito l'annuncio dell'indipendenza della Birmania il 1º agosto, la fondazione della Repubblica delle Filippine il 14 ottobre e la creazione del Governo Provvisorio dell'India libera guidato da Subhas Chandra Bose il 21 ottobre. Il 5 novembre 1943 i territori dipendenti dal Giappone e le nazioni da esso istituite si riunirono nella "Conferenza della Grande Asia orientale" a Tokyo. Durante la riunione, terminata l'8 dello stesso mese, venne decisa la reciproca collaborazione tra gli Stati costituenti la Grande Asia (governi delle Filippine, della Birmania, del Manciukuò, della Thailandia e di Nanchino), oltre all'intangibilità dei rispettivi confini e sovranità, delle culture particolari di ogni nazione e soprattutto uno sforzo comune per sviluppare l'economia di ogni paese membro. Tutti questi progetti rimasero ad uno Stato embrionale e spesso furono disattesi dai giapponesi che si comportarono esattamente come le potenze coloniali che avevano scalzato, provocando risentimenti e disillusioni nei movimenti nazionalisti indigeni che li avevano visti come garanzia di autonomia e indipendenza: il risultato fu l'intensificazione delle guerriglie e la perdita di credibilità dei governi instaurati dal Giappone.

## 1944
All'inizio del 1944, mentre la guerra contro il traffico mercantile nipponico proseguiva con successo grazie al sempre maggior numero di battelli e alla deficienza avversaria in apposite unità antisommergibile, gli Stati Uniti optarono per condurre una doppia avanzata dalla Nuova Guinea e attraverso il Pacifico centrale per raggiungere il Giappone.

### La campagna delle Marshall

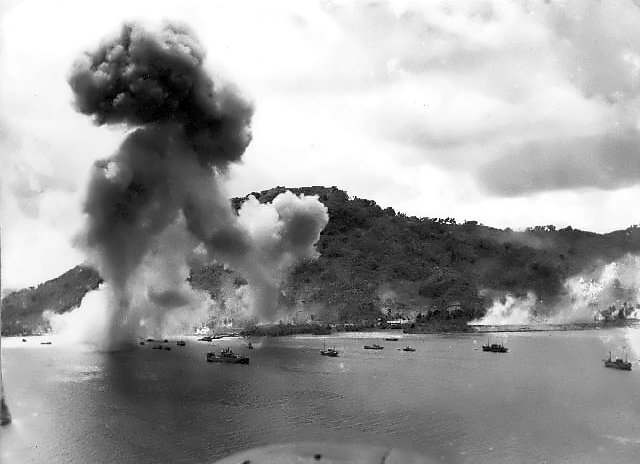
Navi da guerra nipponiche ancorate a Truk sotto attacco aereo

Ultime posizioni giapponesi avanzate, le Marshall subirono bombardamenti aeronavali di una tale intensità che le possibilità di reazione delle difese e delle guarnigioni nipponiche vennero gravemente compromesse. Applicando il salto della rana, i Marines sbarcarono sull'atollo centrale di Kwajalein, conquistandone le isole più importanti: Roi-Namur il 2 febbraio e Kwajalein il 4 febbraio, seguite da quelle occidentali di Eniwetok e Engebi il 19 e il 23 febbraio. Fu lanciata anche una violenta incursione aerea sulla base nipponica di Truk nelle Isole Caroline, che il 16 e il 17 febbraio fu devastata in larga misura privando il Giappone di un importante punto strategico.
La distruzione di Truk e la conquista delle Marshall da parte degli Stati Uniti fecero perdere appoggi e credibilità a Tōjō, il cui governo fu attaccato dagli avversari, numerosi nella marina imperiale, i quali criticavano le scelte finora fatte nella condotta della guerra. Tōjō e i suoi collaboratori non si fecero intimorire e allontanarono il viceammiraglio Takeo Takagi, latore di un rapporto giudicato pessimistico, il maresciallo Hajime Sugiyama, comandante in capo dell'esercito giapponese, e l'ammiraglio Osami Nagano, capo di stato maggiore della Marina: Tōjō assunse la carica appartenuta a Sugiyama, mentre Nagano fu sostituito dall'ammiraglio Shigetarō Shimada. Si decise inoltre di incrementare le costruzioni navali, irrigidire ancora di più la resistenza alla spinta avversaria, rifornire mediante grandi sommergibili le guarnigioni rimaste isolate, e infine attaccare con un grande spiegamento di forze la Cina meridionale per conquistare le piste da dove sarebbero decollati i bombardieri Boeing B-29 Superfortress statunitensi ad ampio raggio.

### Il fronte birmano
A partire dall'inizio del 1943 il fronte birmano si era stabilizzato in una logorante guerra di posizione sia nella regione dell'Arakan (nord-ovest) sia al fronte con la Cina (nord-est). Lo stallo risultò particolarmente grave per l'esercito nazionalista, i cui rifornimenti dovettero essere inviati con altri metodi: fu così istituito lo Hump, un ponte aereo che partiva dall'Assam e sorvolando l'Himalaya arrivava a Chongqing. Il suo sempre migliore rendimento e il continuo afflusso di truppe e mezzi fece sperare agli Alleati di riprendere la Birmania ai giapponesi: con questo progetto l'ammiraglio Lord Louis Mountbatten fu promosso comandante supremo interalleato nel Sud-est asiatico, con il generale statunitense Joseph Stilwell come vice; inoltre 9 000 uomini vennero paracadutati dietro le linee nipponiche per acquisire informazioni ed effettuare sabotaggi. Tutti questi preparativi non erano però sfuggiti al maresciallo Hisaichi Terauchi, comandante delle truppe giapponesi in Birmania: il 4 febbraio iniziò una grande offensiva preventiva che respinse e isolò forti contingenti inglesi nell'Arakan; essi però non si arresero. Un secondo attacco concentrico si abbatté sulla città di Imphal minacciando anche Kohima, ma l'esercito indo-britannico non cedette: tra aprile e giugno 1944 i giapponesi vennero sanguinosamente respinti mentre i Chindit ne danneggiavano le retrovie. A ottobre la 14ª Armata britannica attaccò a nord in concomitanza con reparti cinesi e il 19 novembre scattò la programmata controffensiva (operazione Extended Capital) che portò le truppe alleate a passare il fiume Chindwin, iniziando a penetrare in Birmania.

### Ultima offensiva in Cina
Al fine di privare i bombardieri statunitensi delle basi aeree nella Cina meridionale, le armate giapponesi di stanza sul continente lanciarono un enorme attacco ad aprile che sbaragliò le truppe nazionaliste: furono conquistati due aeroporti e si realizzò un collegamento terrestre con i possedimenti nipponici in Indocina. La riuscita della vasta operazione, terminata a dicembre, evidenziò sia alla popolazione cinese, sia al presidente Roosevelt (che nutriva la speranza di poter includere la Cina nei "Grandi" del dopoguerra) la corruzione e l'incapacità del governo di Chiang Kai-Shek nonostante i massicci aiuti in denaro, armi e consiglieri degli Stati Uniti; parallelo prestigio ottenne invece Mao e il movimento comunista, le cui truppe avevano saputo resistere alla spinta giapponese.

### Termina la lotta in Nuova Guinea
Il 22 aprile 1944 il generale MacArthur lanciò la terza e ultima offensiva in Nuova Guinea dopo aver ammassato un gran numero di uomini e mezzi: il movimento iniziò con un duplice sbarco ad Aitape (operazione Persecution) e Hollandia (operazione Reckless) seguito da combattimenti duri e impegnativi. Nonostante la resistenza giapponese, le posizioni di rilevanza strategica vennero conquistate e per il mese di luglio le guarnigioni nipponiche erano state annientate o relegate nelle loro stesse piazzeforti, mettendo così fine alla campagna. Un'operazione accessoria fu l'occupazione dell'isola di Morotai il 15 settembre, per bloccare possibili interventi giapponesi dalle ex Indie Orientali Olandesi. La Nuova Guinea divenne una piattaforma da dove lanciare il grande attacco anfibio delle Filippine, obiettivo ultimo del comandante statunitense.

### Le Isole Marianne e le Palau

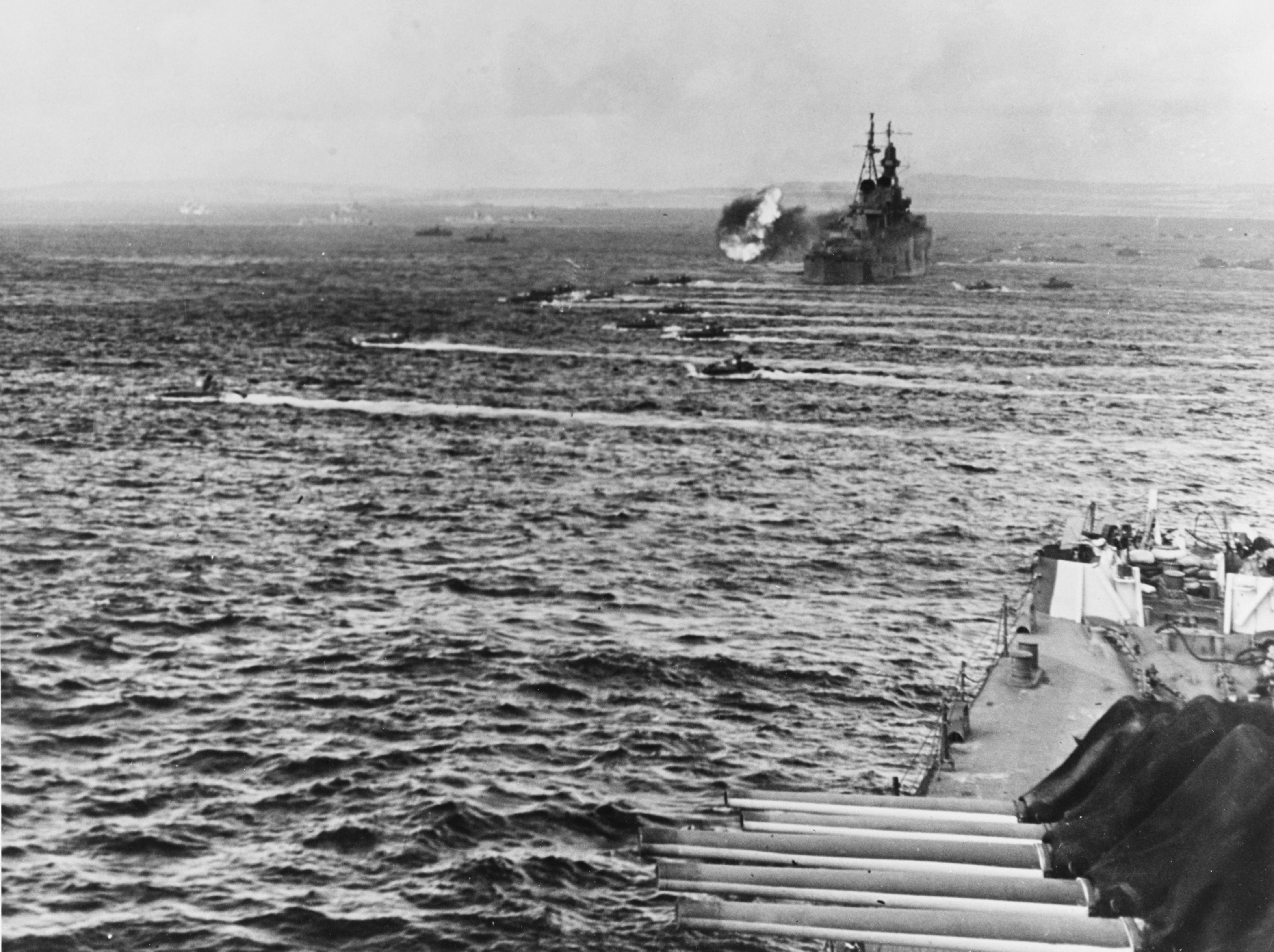
Inizia lo sbarco sull'isola di Saipan

Le Isole Marianne rientravano nei piani statunitensi perché da quest'arcipelago potevano partire i superbombardieri B-29 per attaccare le città giapponesi senza scali intermedi. Al fine di facilitare l'operazione furono lanciate incursioni aeronavali sulle Isole Caroline colpendo una seconda volta anche Truk, sulle Palau, sulle Filippine e sulle Bonin. Il Giappone subì inoltre un ennesimo grave colpo: l'ammiraglio Kōga, fuggito dalle Palau, era precipitato il 31 marzo con il suo aereo vicino a Mindanao ed era morto nell'incidente: la marina giapponese perse così un altro competente capo. Kōga fu sostituito dall'ammiraglio Soemu Toyoda, che non aveva mai ricevuto incarichi sul campo. Egli ideò il piano A-Go per la difesa delle Marianne, che prevedeva il massiccio concorso dell'aviazione terrestre a sostegno delle azioni della marina, riorganizzata in modo simile alle Task Force statunitensi. Gli Stati Uniti, riunito un ingente spiegamento di forze, dettero il via all'operazione Forager l'11 giugno 1944 con spaventosi bombardamenti preliminari; il giorno dopo l'Impero giapponese inviò un'importante flotta di soccorso. Il 15 giugno iniziavano gli sbarchi a Saipan, ove i combattimenti si trascinarono ferocemente fino al 10 luglio; pochi giorni dopo, il 19 e 20 giugno, le marine contrapposte si affrontarono in una grande battaglia aeronavale che costò ai giapponesi circa 350 velivoli e tre portaerei: l'efficacia dei gruppi imbarcati fu ridotta a zero, segnando il tramonto nipponico in tale campo. Le ultime operazioni si svolsero su Guam, riconquistata il 10 agosto, e su Tinian che cadde poco dopo: si concludeva così la campagna delle Marianne, che vedeva una schiacciante vittoria statunitense sia tattica che strategica.

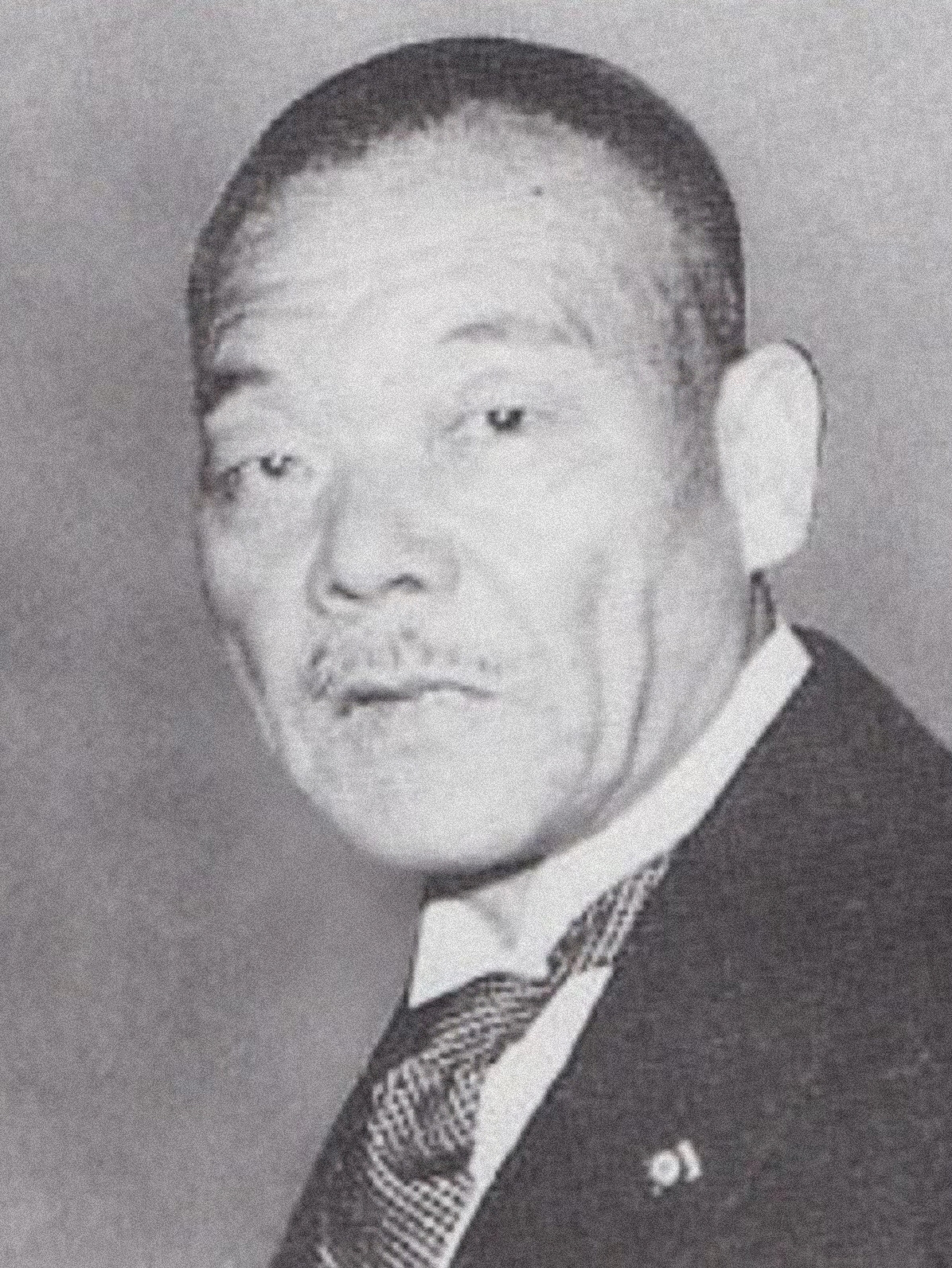
Il generale a riposo Kuniaki Koiso

La pesante sconfitta provocò una grave crisi politica in Giappone: il 15 luglio l'ammiraglio Shimada si ritirava dalla carica di Ministro della marina e il 18 luglio il generale Tōjō rassegnava le dimissioni da ogni suo ufficio, conscio della perdita di consenso e scosso dalla vastità del disastro. L'ammiraglio Mitsumasa Yonai sostituì Shimada e Nagano fu reintegrato nelle sue funzioni; il generale Yoshijirō Umezu fu promosso Capo di Stato maggiore dell'esercito, mentre il maresciallo Sugiyama Ministro della guerra; la carica di Primo ministro andò al generale Kuniaki Koiso, al quale il Consiglio Supremo di Guerra ordinò di studiare la situazione globale per riprendere in mano l'iniziativa: questa feroce volontà di proseguire la lotta era dovuta alle gravi umiliazioni patite e anche dal primo vero bombardamento strategico effettuato dagli Stati Uniti sulle acciaierie di Yawata il 14 giugno con l'utilizzo di 68 B-29, decollati dagli aeroporti sud-occidentali in Cina.
Nell'attesa che le divisioni veterane delle Marianne si riprendessero dai combattimenti, e anche per pianificare l'attacco alle Filippine, al quale ci si era dovuti adeguare a causa dell'intransigenza di MacArthur e della sua promessa fatta due anni e mezzo prima («Tornerò!»), Nimitz progettò la conquista delle Isole Palau, a sud-ovest delle Marianne, e degli atolli di Yap e Ulithi, nelle Caroline: se le ultime due posizioni erano in pratica indifese, le Palau e in particolare l'isola di Peleliu erano ben protette, come si constatò amaramente durante lo sbarco del 15 settembre e nella sanguinosa battaglia che seguì, terminata solo il 25 novembre. Nel frattempo il 23 settembre era stato conquistato l'atollo di Ulithi, seguito il 21 ottobre dall'isola di Angaur; entrambe le posizioni divennero grandi basi navali statunitensi, vicinissime alle Filippine.

### L'arcipelago filippino

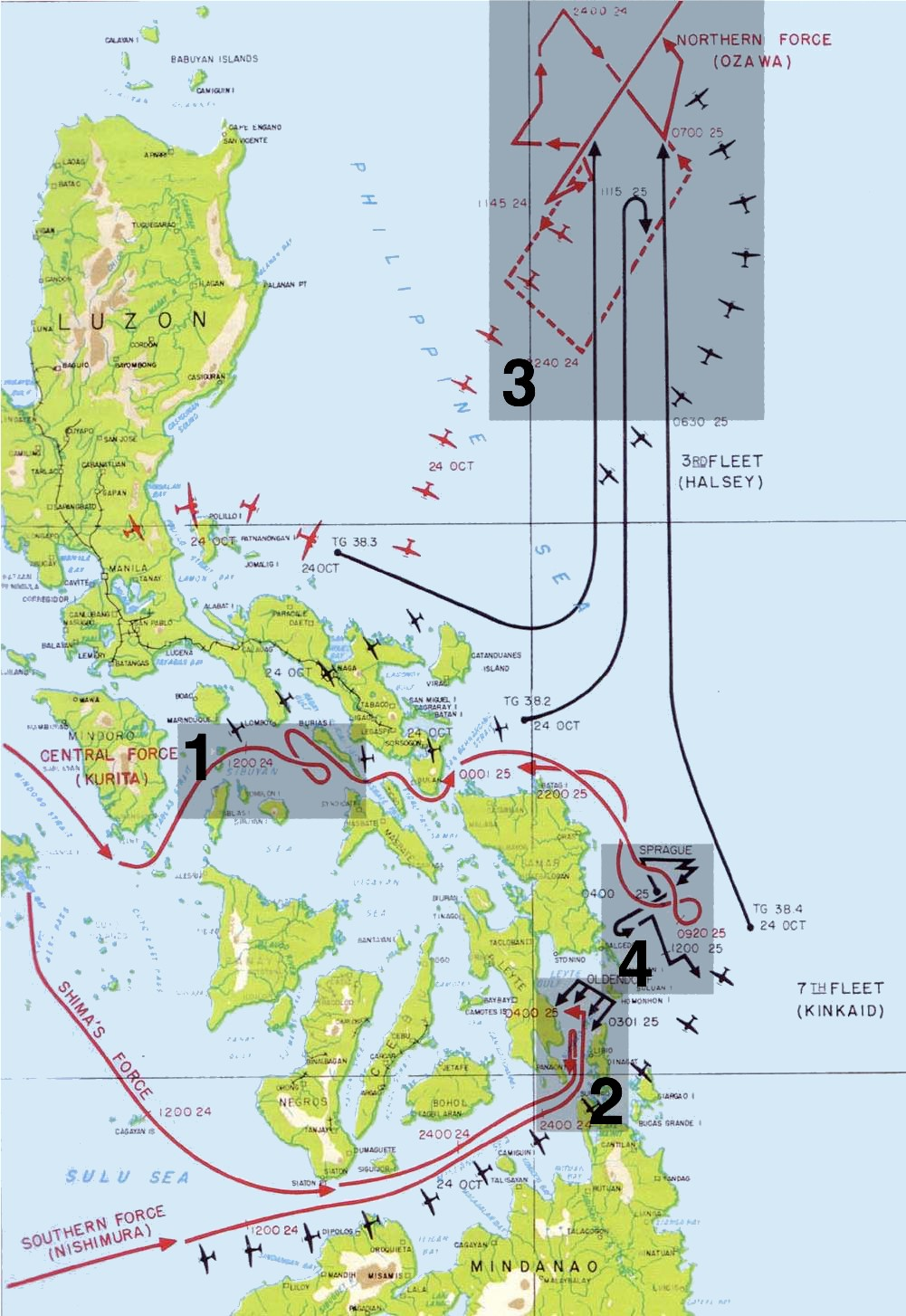
Il quadro completo della battaglia del Golfo di Leyte, svoltasi su un'area di 1165500 chilometri quadrati

Le Filippine rappresentavano per il Giappone la difesa principale della fondamentale rotta che dall'Indonesia distribuiva il tanto prezioso carburante in tutto l'Impero, già compromessa dalla efficace attività sottomarina statunitense: se cadevano, i rifornimenti via mare sarebbero cessati e la guerra sarebbe stata perduta. Fu fatto un enorme sforzo per radunare il maggior numero di navi da scagliare contro la flotta da sbarco avversaria, distruggerla e ribaltare le sorti del conflitto (Shō-Gō, "operazione della vittoria").
Per l'invasione delle Filippine (operazione Roi II) gli Stati Uniti avevano riunito la più grande armata che si fosse finora vista nel Pacifico, comprendente centinaia di navi di ogni tipo e un bene addestrato corpo di spedizione. Il grande attacco fu preceduto da devastanti bombardamenti navali ed aerei che interessarono tutto l'arcipelago: il 20 ottobre i soldati dell'esercito sbarcavano a Leyte, incontrando una resistenza che si sarebbe sanguinosamente prolungata fino al 31 dicembre.

#### La battaglia navale
Frattanto la flotta giapponese, divisa in quattro squadre, era partita e fu localizzata quando era già penetrata tra le isole: la prima a essere individuata fu quella di Shōji Nishimura; fu poi scoperta quella di Takeo Kurita che attaccata il 23 e il 24 ottobre da sommergibili e aerei perse tre incrociatori pesanti e la grande corazzata Musashi; infine fu avvistata la flotta di Kiyohide Shima. La formazione di Jisaburō Ozawa fu individuata per ultima il pomeriggio del 24, ma la presenza di portaerei fece cadere gli statunitensi in trappola: Halsey si portò a nord lasciando senza protezione i mezzi da sbarco e le portaerei di scorta dinanzi a Leyte, mentre lo Stretto di Surigao veniva potentemente sorvegliato.

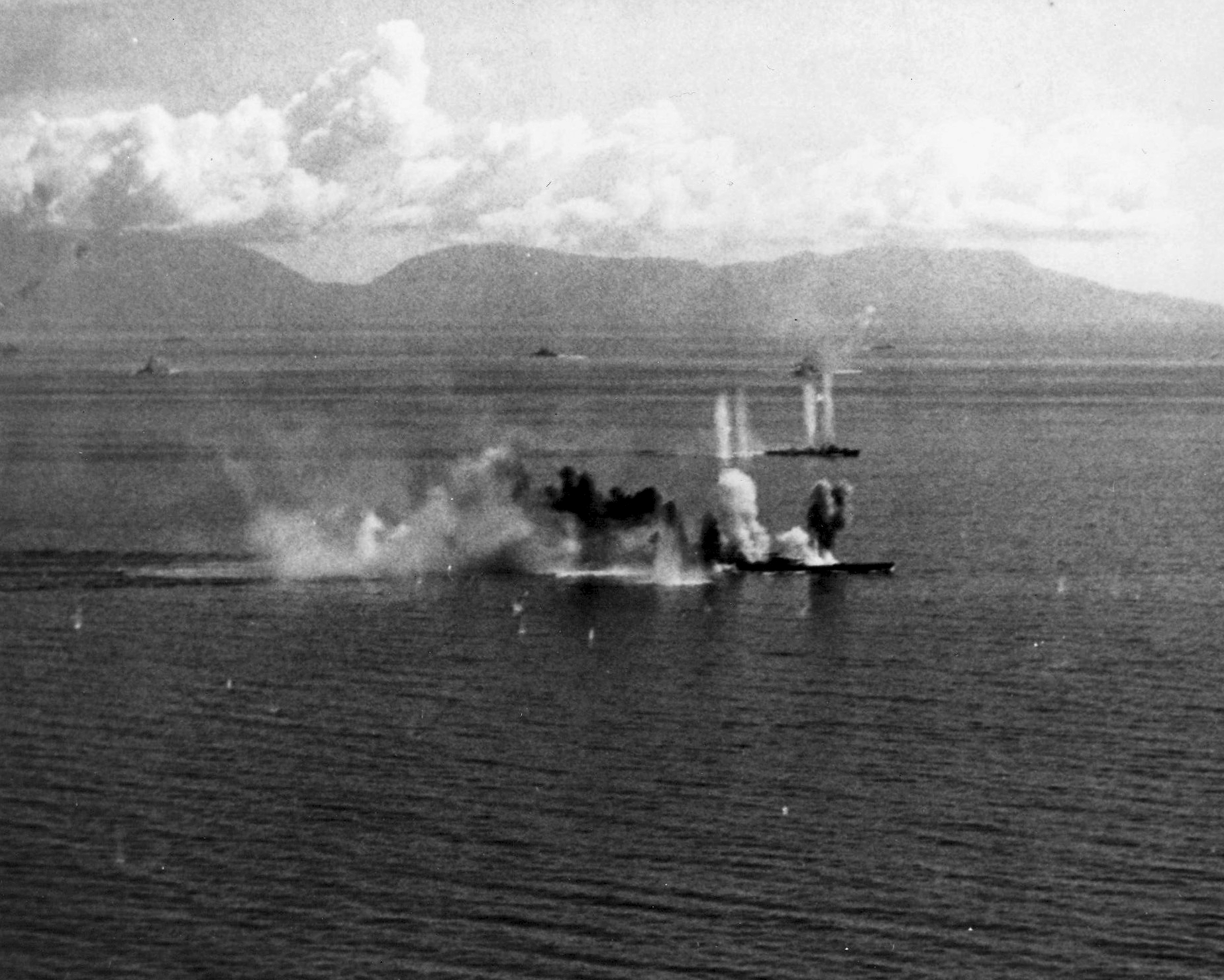
La corazzata Yamato fumigante e sotto attacco aereo

Durante la notte le flotte di Nishimura e Shima tentarono di forzare il passaggio, ma fallirono con pesanti perdite: la prima formazione fu quasi completamente distrutta. La mattina del 25 ottobre la squadra al comando di Kurita, che gli statunitensi ritenevano annientata dagli attacchi aerei, sbucò d'improvviso al largo di Samar, dove incrociavano le forze aeronavali leggere dell'ammiraglio Thomas Kinkaid. I giapponesi attaccarono battaglia ma ben presto lo scontro degenerò in una confusa mischia, dalla quale Kinkaid uscì con danni relativamente contenuti. Il bilancio fu però aggravato dai primi, sconvolgenti attacchi kamikaze, estrema risorsa offensiva che doveva arrecare perdite decisive alle Task Force: alla loro prima azione ufficiale i kamikaze affondarono una portaerei di scorta danneggiando altre unità. Più o meno contemporaneamente Halsey aveva lanciato i gruppi aerei imbarcati all'attacco della flotta di Ozawa, che fu scompaginata e parzialmente affondata.
Le forze navali statunitensi tentarono di distruggere le unità nipponiche superstiti, ma dopo qualche successo abbandonarono l'inseguimento la mattina del 26 ottobre. Quella che viene definita come la più grande battaglia navale di tutti i tempi si concludeva con una schiacciante vittoria degli Stati Uniti, che affondarono 28 navi giapponesi per un totale di 318 667 tonnellate riportando per contro la perdita di sole 36 300 tonnellate. La battaglia del Golfo di Leyte ebbe tra le sue conseguenze la quasi totale distruzione della flotta giapponese e il grande sviluppo degli attacchi kamikaze che, generalizzati e organizzati dall'ammiraglio Takijirō Ōnishi e in seguito dall'ammiraglio Matome Ugaki, divennero tristemente famosi.

#### Le campagne terrestri
La battaglia per Leyte si concluse alla fine di dicembre, e il mese successivo ebbero inizio le operazioni a Luzón, che portarono alla conquista di Manila a febbraio e alla progressiva liberazione della grande isola. Mediante trentotto sbarchi MacArthur compì la metodica riconquista delle Filippine meridionali tra marzo e luglio 1945, schiantando le successive resistenze di circa 450 000 soldati giapponesi. A inizio luglio la riconquista delle Filippine si concluse ufficialmente.
Dopo intensi bombardamenti preliminari a maggio iniziò la discussa campagna del Borneo che con una serie di operazioni anfibie da nord e di sanguinose battaglie nell'entroterra eliminò la presenza giapponese dalla metà settentrionale della grande isola e peggiorò l'isolamento delle superstiti guarnigioni nipponiche in Indonesia.

### I bombardamenti sul Giappone
Dall'aprile 1944, sull'onda dei successi ottenuti con l'arma aerea in Europa, anche nel teatro del Pacifico fu applicata la pratica dei bombardamenti strategici per fiaccare la resistenza avversaria, bloccare la produzione industriale, atterrire la popolazione, inchiodare l'aviazione imperiale lontano dai teatri operativi. Le operazioni ebbero inizio a metà giugno con obiettivi sull'isola di Kyūshū, per poi estendersi alla Manciuria. Iniziati con grami risultati a causa dell'inesperienza nell'uso dei nuovi B-29, i bombardamenti rivestirono importanza relativa fino a ottobre: poco dopo fu istituito un organo direttivo per supervisionare tutte le sortite aeree, il 21º Comando bombardieri del generale Hansell. Furono elaborate nuove tattiche d'impiego, ma nonostante i miglioramenti non si vedevano ancora risultati definitivi.

## 1945

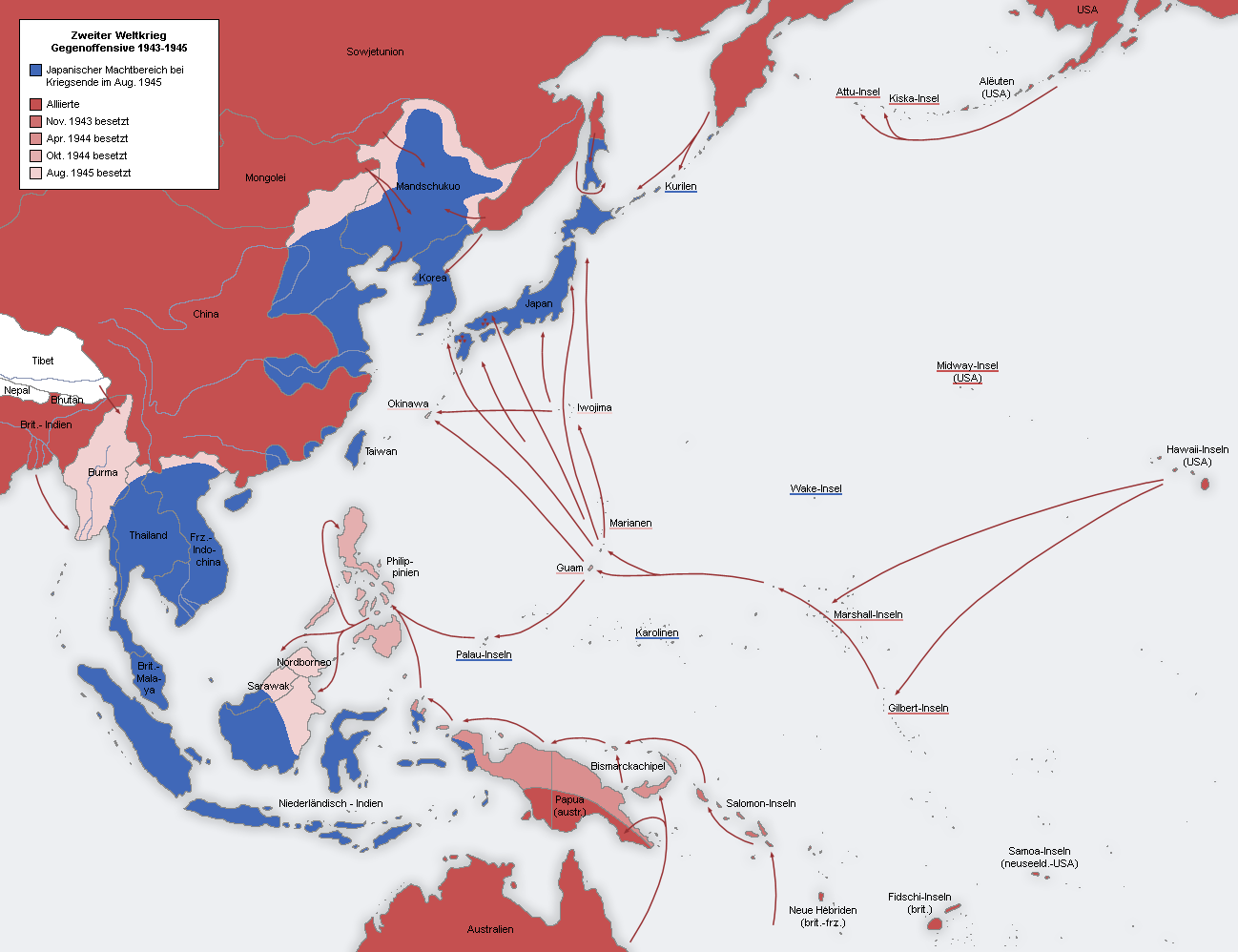
Il fronte del Pacifico al 15 agosto 1945: le varie tonalità di rosso sono le progressive conquiste alleate

L'anno si apriva per il Giappone con prospettive inquietanti, a causa delle disastrate condizioni economico-militari, ma si faceva grande affidamento sui kamikaze per annichilire l'US Navy e rinviare lo sbarco sul territorio nazionale, ritenuto imminente. Inoltre era già stato deciso di fortificare, a sud del Giappone, Iwo Jima nelle isole Ogasawara e Okinawa nelle Ryūkyū, per tentare di fermare lì l'inesorabile marcia avversaria. Gli Stati Uniti, consci della loro superiorità e dello stato di prostrazione nipponico, pianificarono la conquista delle due posizioni per poi procedere con l'invasione finale del Giappone.

### Ultime operazioni in Birmania
Dopo una pausa dovuta al prelievo di unità e mezzi destinati a fronti con più alta priorità, l'avanzata della 14ª Armata riprese, sostenuta da un contingente di truppe cinesi provenienti dallo Yunnan che entro il 21 gennaio sbaragliò i giapponesi collegandosi con le formazioni del generale Daniel Sultan, alla guida dell'armata sino-statunitense al posto di Stilwell: in questo modo la via terrestre per rifornire la Cina, che partiva da Ledo e attraversava il nord della Birmania, fu riattivata. La 15ª Armata giapponese si ritirò dietro il grande fiume Irrawaddy, ma una serie di finte e falsi sbarchi resero più facile l'attraversamento delle truppe britanniche, che per la fine di marzo avevano conquistato Meiktila e Mandalay. Mentre le truppe imperiali a est venivano impegnate dai cinesi, Mountbatten poté procedere verso sud, forte di un predominio aereo assoluto. Al fine di affrettare il crollo dell'avversario fu imbastito per il 2 maggio un attacco anfibio (operazione Dracula) all'estuario dell'Irrawaddy, subito a sud di Rangoon: l'azione incappò in un monsone ma anche nell'impensabile ripiegamento dell'armata giapponese, che aveva lasciato solo dei reparti in retroguardia per attestarsi in Thailandia e Malesia. Tutte le località strategiche importanti del paese erano ormai sotto controllo alleato, ed entro l'estate la Birmania era stata praticamente liberata.

### Continuazione della campagna aerea
Nello stesso periodo le isole metropolitane giapponesi subirono immani devastazioni a causa dei B-29, che decollando dagli aeroporti cinesi e in particolare da quelli nelle Marianne radevano al suolo le città nipponiche con il lancio massiccio di ordigni incendiari introdotti dal gennaio 1945. La distruttività degli attacchi era anche dovuta alla nuova tattica d'utilizzo dei bombardieri, messa a punto dal generale Curtis LeMay, da gennaio a capo del 21º Comando: il più catastrofico fu quello del 9-10 marzo, condotto sulla stessa Tokyo, dove morirono circa 200 000 persone. Nei giorni seguenti furono semidistrutte Nagoya, Kobe, Osaka, Kure, Yokohama (oltre 250 000 morti totali), ed entro il 26 maggio la capitale era stata bruciata in gran parte; da giugno cominciarono i bombardamenti sulle città di media grandezza, e luglio vide un vertiginoso incremento delle incursioni statunitensi, tra loro contemporanee, lanciate anche da portaerei e coadiuvate dal cannoneggiamento navale. La caccia e la contraerea nipponiche si dimostrarono incapaci di arginare l'enorme numero di velivoli statunitensi, che mandarono in crisi la già affaticata produzione bellica.

### Iwo Jima, Okinawa e gli eventi politici

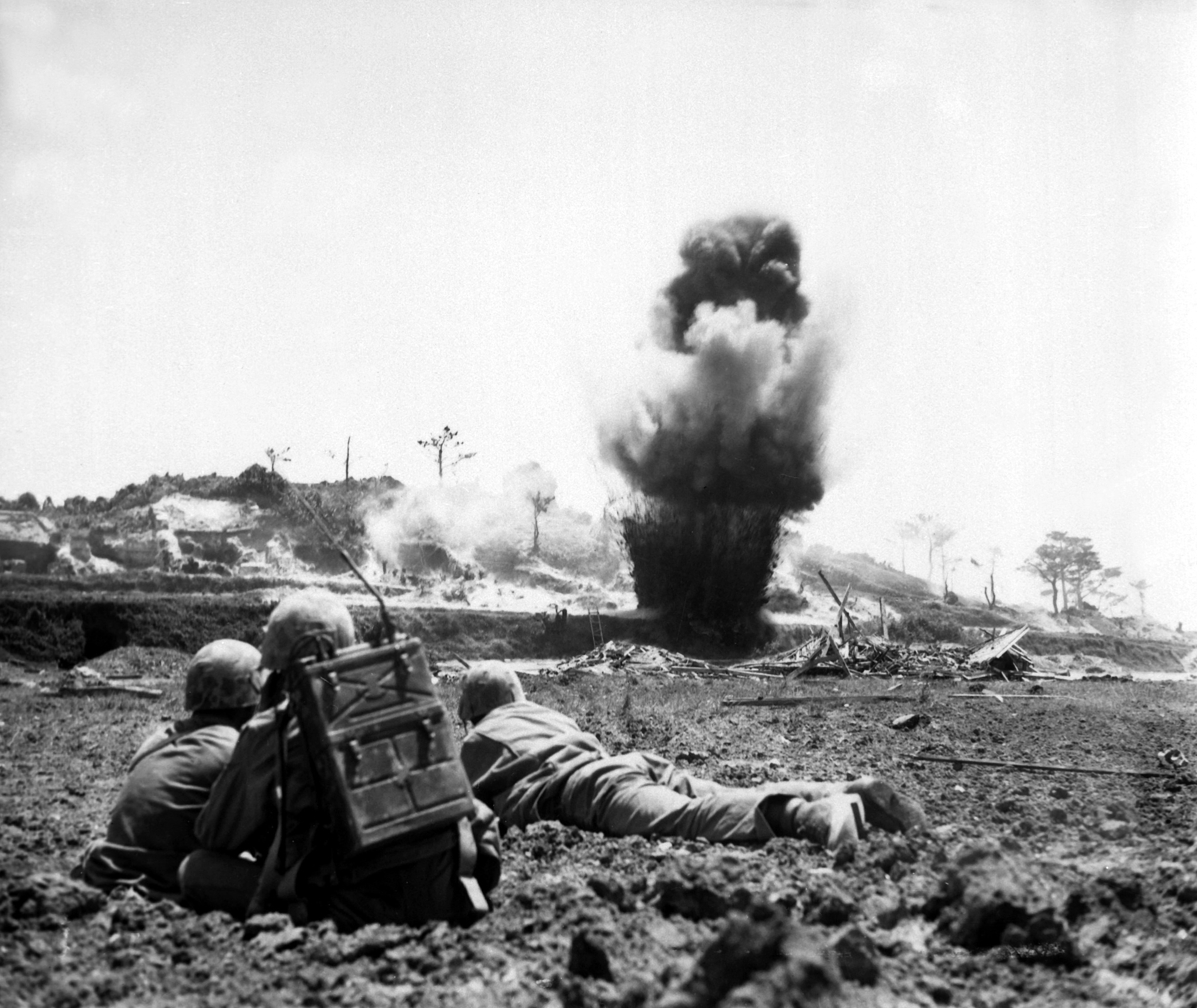
Un momento della battaglia di Okinawa: marines statunitensi impiegano la dinamite per distruggere le caverne fortificate dai soldati imperiali

Le posizioni giapponesi contavano guarnigioni numerose e bene armate, ma senza possibilità di essere rifornite una volta iniziato l'attacco, tanto le risorse della marina erano limitate; inoltre facevano parte del suolo nazionale nipponico: la lotta fu dunque di una violenza inaudita anche per tali motivi. I Marines sbarcarono a Iwo Jima il 19 febbraio 1945, e solo il 26 marzo ebbero ragione della caparbia resistenza giapponese. Su Okinawa, assaltata il 1º aprile, i combattimenti si trascinarono feroci fino al 19 giugno, quando la guarnigione nipponica di oltre 100 000 uomini fu quasi del tutto annientata dai militari statunitensi, che pagarono la vittoria con circa 50 000 tra morti e feriti. Quest'ultima battaglia fu segnata da una travolgente partecipazione dei kamikaze e dall'ultima apparizione della marina imperiale.
Nel frattempo si erano avuti cambiamenti nella dirigenza politica d'entrambi i belligeranti. Il pomeriggio del 12 aprile il presidente Roosevelt morì di emorragia cerebrale e fu sostituito dal suo vice Harry Truman; egli venne subito posto al corrente che una nuova arma, fino ad allora sconosciuta e sviluppata in gran segreto, era ormai pronta per essere collaudata. Il test si svolse con successo il 16 luglio al poligono di Alamogordo, dove esplose la prima bomba atomica della storia sviluppando una potenza di 20 000 tonnellate di tritolo: Truman, che si trovava in Europa alla conferenza di Potsdam, fu subito informato del risultato positivo. Il 5 aprile l'Unione Sovietica denunciò il trattato di non aggressione stipulato quasi quattro anni prima, annuncio che si ripercosse negativamente sul governo Koiso: il generale Korechika Anami, figura di spicco del militarismo nipponico, divenne Ministro della guerra, mentre la carica di Primo ministro andò per volontà dell'imperatore al pacifista Suzuki Kantarō. I due uomini erano convinti dell'assoluta necessità di porre fine alla guerra, chiaramente perduta, e dalla caduta di Tōjō si erano opposti ai bellicosi capi di Stato Maggiore e ai componenti militaristi del Supremo Consiglio di Guerra; costoro, risoluti a continuare il conflitto, non facevano mistero che al momento degli sbarchi statunitensi sul suolo patrio, che si sapeva essere vicini, le forze armate e il popolo giapponesi avrebbe combattuto fino all'ultimo uomo.
Visto lo stato in cui versava l'impero, il 3 giugno Hirohito inviò in segreto Kōki Hirota all'ambasciata sovietica informandola dell'intenzione nipponica di giungere a una pace, ma Stalin dette ordine di prendere tempo, non volendo lasciarsi sfuggire le opportunità di conquista in Estremo Oriente: alla conferenza di Jalta in Crimea del febbraio 1945 il dittatore aveva avuto due riunioni segrete con Roosevelt e garantito il suo intervento in Asia, prospettiva del secondo per impegnare il Giappone su tutti i fronti, ridurre la durata della guerra e le vittime statunitensi; nel 1945, però, gli Stati Uniti erano padroni del campo di battaglia e i Capi di Stato maggiore sconsigliarono Roosevelt di richiedere un aiuto sovietico. Egli era partito per la Crimea senza venir informato dei recenti progressi e per incentivare la collaborazione russa concesse vantaggi economici e vari territori nell'area cinese, determinando una frattura con Chiang Kai-Shek. Perciò le richieste giapponesi del 3 giugno ricevettero un'accoglienza molto fredda, mentre quelle del 10 e 22 luglio vennero ignorate. I sovietici, inoltre, non misero al corrente i loro alleati delle proposte imperiali; il presidente Truman e i comandi statunitensi ne vennero a conoscenza da Magic (la decrittazione dei messaggi cifrati giapponesi) ma non ne tennero conto.

### Le armi atomiche e l'intervento sovietico

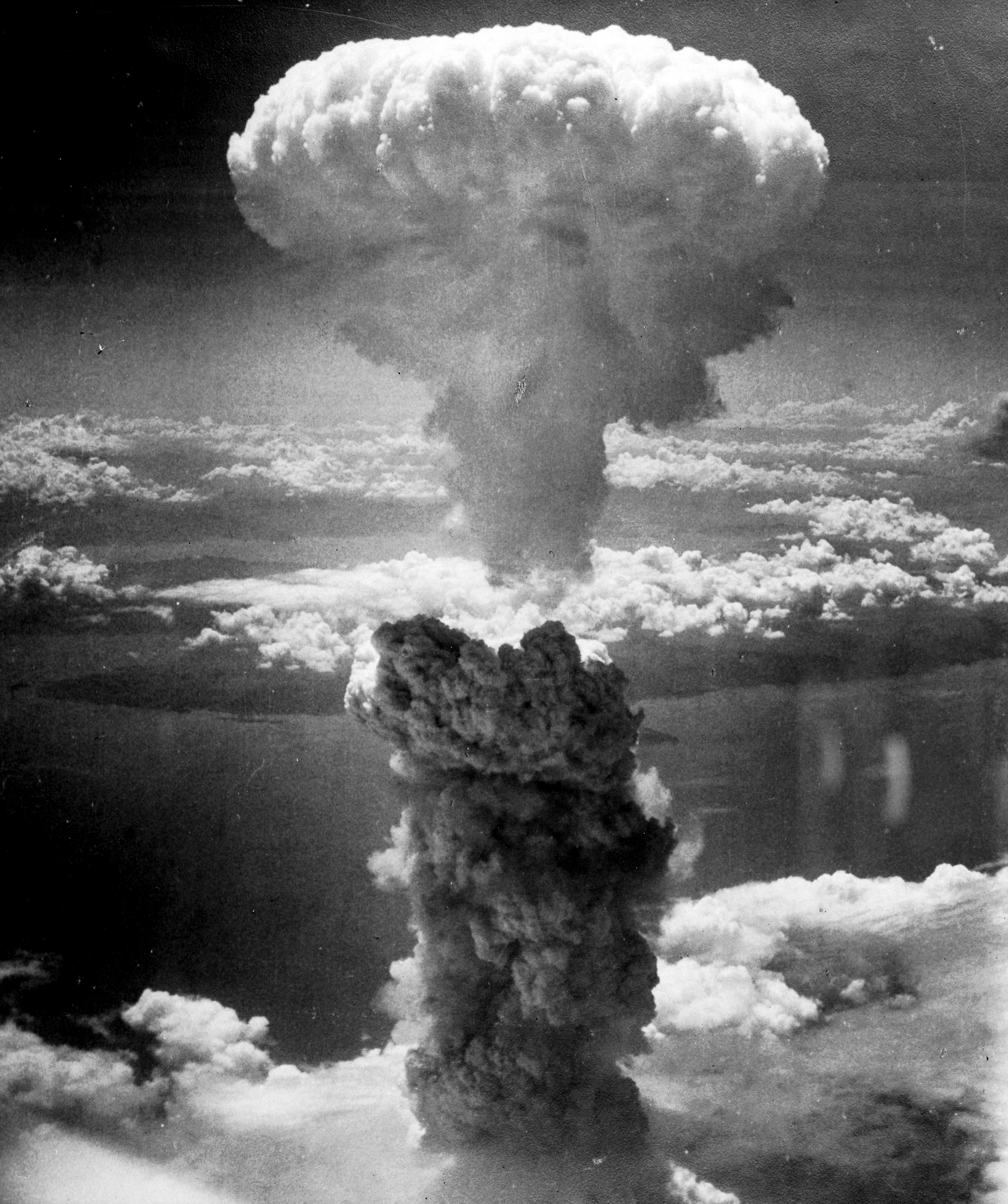
Il fungo nucleare dell'esplosione atomica sopra Nagasaki

Terminata la battaglia di Okinawa il fronte oceanico non vide più combattimenti rilevanti, perché gli Stati Uniti temporeggiavano nel lanciare un'operazione anfibia in Giappone, temendone i costi. Tra il 17 luglio e il 2 agosto si svolse la conferenza di Potsdam cui parteciparono Truman, Churchill e Stalin che concordarono sulla resa incondizionata da imporre al Giappone, pena la sua totale distruzione. Il 26 luglio l'ultimatum di Potsdam fu pubblicato: alla seduta del 27 luglio del Consiglio Supremo l'imperatore e Suzuki cercarono di convincere i militaristi ad accettarlo, tenuto conto che il documento non parlava di destituire il sovrano come temuto. La discussione fu serrata ma alla fine fu raggiunta la maggioranza per accettare l'ultimatum; l'atteggiamento sempre più ambiguo dei sovietici però, che eludeva i tentativi di ricerca della pace, indusse il primo ministro Suzuki a comunicare alla stampa che per il momento avrebbe seguito il mokusatsu (黙殺), un particolare contegno d'incerto significato, generalmente ricondotto a un silenzio temporeggiatore. Il vocabolo fu travisato da radio e giornali sia giapponesi sia occidentali, che comunicarono il rifiuto dell'ultimatum.
Il presidente Truman soppesò allora la decisione di concretizzare le minacce mediante la nuova arma. Il comitato scientifico che ne avevano supervisionato il progetto si espresse contro il suo utilizzo, giudicato immorale e inumano; gli Stati Maggiori riuniti invece lo sollecitarono, poiché consentiva di salvare vite e infliggere un colpo micidiale al Giappone. In ultimo il presidente si pronunciò a favore dell'impiego della bomba nucleare sia perché paventava i sacrifici derivanti da uno sbarco in Giappone (era rimasto attonito dinanzi alle perdite a Okinawa), sia per rafforzare la posizione internazionale degli Stati Uniti con tale azione bellica e inviare un severo monito all'Unione Sovietica. Il presidente autorizzò dunque l'uso dell'arma (operazione Centerboard): il 6 agosto 1945 alle 08:15 la città portuale di Hiroshima fu spazzata via dal primo ordigno atomico utilizzato in guerra. Una seconda bomba fu sganciata alle 11:02 del 9 agosto su Nagasaki. I morti totali assommarono a oltre 200 000, ma decine di migliaia di sopravvissuti perirono poco dopo o negli anni a venire a causa del fallout nucleare.
Secondo gli accordi di Jalta e compreso che gli attacchi atomici avrebbero ben presto posto fine alla guerra, l'Unione Sovietica dichiarò guerra l'8 agosto e il giorno successivo lanciò un milione di soldati veterani del fronte dell'Europa orientale contro la Manciuria, dove erano di stanza circa 700 000 giapponesi. Entro una settimana la regione, la Corea settentrionale e Sachalin furono occupate; nelle Curili invece la resistenza nipponica fu più aspra ma il 23 agosto furono parimenti conquistate.

### La capitolazione

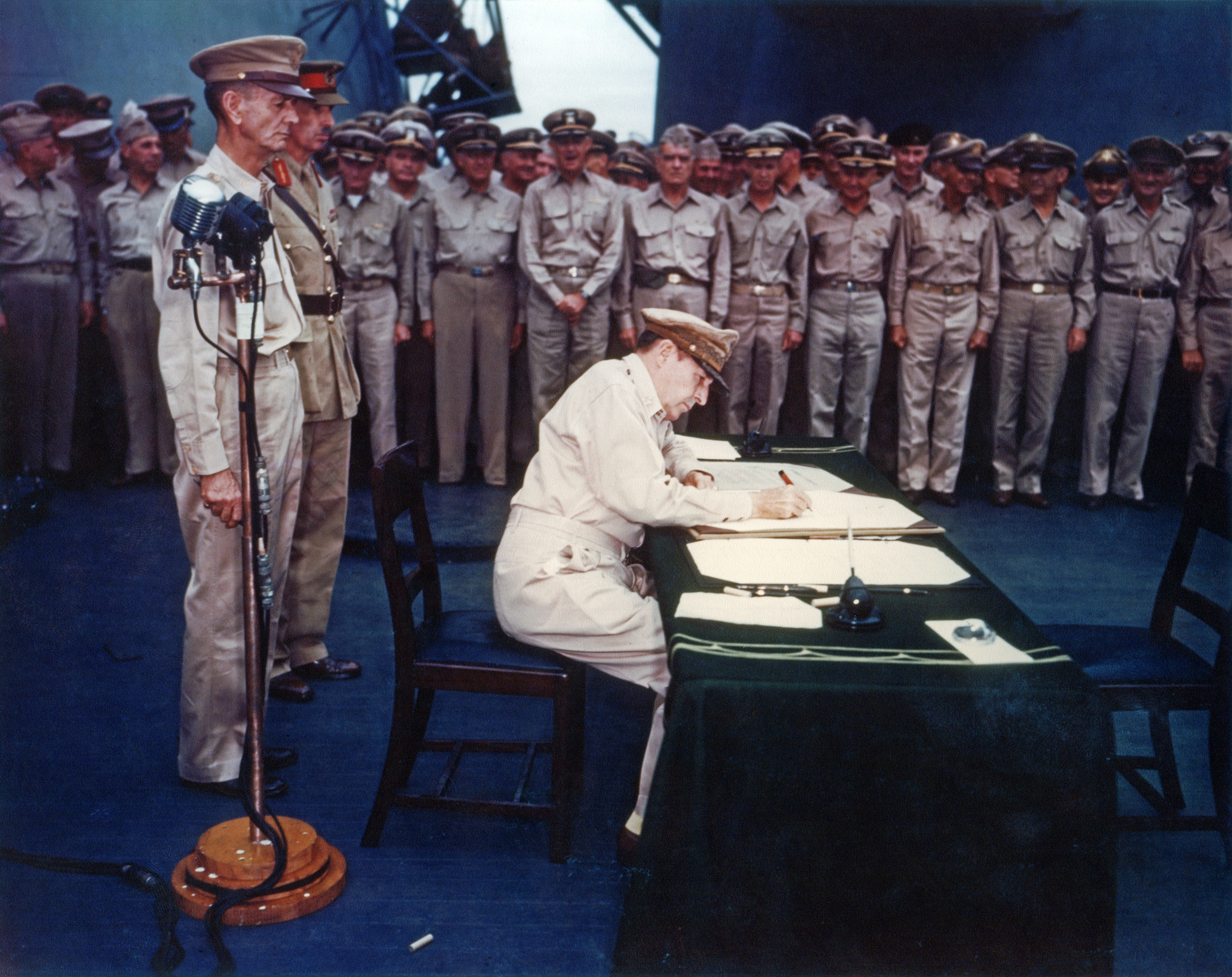
Il generale MacArthur appone la sua firma al documento di resa sulla Missouri

La sera del 9 agosto il Consiglio Supremo, dopo incertezze dei più accesi militaristi, accettò all'unanimità l'ultimatum con quattro clausole: intoccabilità della famiglia imperiale, nessuna occupazione militare, smobilitazione affidata al governo giapponese, nessun processo per i criminali di guerra. Hirohito, intuendo che tali condizioni non erano più negoziabili, quella notte convocò di nuovo il Consiglio e, nonostante i disperati appelli del ministro Anami, del generale Umezu e dell'ammiraglio Toyoda, richiese che tutti votassero per la resa: verso le 03:00 del 10 agosto la riunione ebbe termine e fu trasmesso attraverso la Svizzera un telegramma agli Alleati, che il 13 agosto risposero di voler trattare con un governo espresso dal popolo. I tre bellicosi capi persistettero nel voler continuare la guerra, la risposta non stabilendo il destino del casato: alla seduta del 14 agosto Hirohito impose infine la sua decisione di trasmettere via radio un rescritto registrato su disco per accettare la resa incondizionata. Alle 23:00 il disco era stato registrato e pronto alla consegna agli studi radiofonici, quando il palazzo imperiale fu invaso da oltre 1 000 soldati guidati da ufficiali militaristi che volevano rubare il disco e impedire così la resa. Dopo alcuni scontri con la guardia privata dell'imperatore, furono ricondotti alla ragione dal generale Shizuichi Tanaka; il ministro Anami, sconcertato dal gesto sacrilego, si suicidò alle 04:00 del 15 agosto, seguito quattro ore più tardi da Tanaka. Quella stessa mattina, alle 12:00, fu radiodiffuso il proclama che informava i giapponesi della capitolazione senza condizioni del loro paese.
Il 17 il governo fu sciolto e divenne Primo Ministro il principe Naruhiko Higashikuni, che si impegnò a soffocare le rivolte di quei reparti ancora intenzionati a combattere per permettere un'incruenta occupazione del territorio nazionale: l'obiettivo fu raggiunto il 28 agosto e dal giorno successivo i primi reparti della 11ª divisione aviotrasportata atterrarono vicino a Tokyo. La mattina del 30 agosto si ebbero sbarchi nella baia di Tokyo e le truppe giapponesi furono disarmate senza incidenti; alle 14 giunse il generale MacArthur che, nominato Comandante Supremo delle Potenze Alleate (SCAP) il 14 agosto, era autorizzato a occupare il Giappone e a riceverne la resa. Nelle prime ore di domenica 2 settembre 1945 la corazzata Missouri si ancorò nella baia di Tokyo e alle 8 salì a bordo la delegazione nipponica, guidata dal Ministro degli Esteri Mamoru Shigemitsu e dal generale Umezu. Dopo un breve discorso di MacArthur, i plenipotenziari giapponesi firmarono l'atto di resa, seguiti dal generale e dai rappresentanti di tutte le nazioni alleate belligeranti. Il Trattato di San Francisco, documento ufficiale di pace, venne firmato l'8 settembre 1951 tra il Giappone e gran parte delle nazioni che l'avevano combattuto, esclusa l'Unione Sovietica.
La resa provocò un grande shock psicologico nelle forze armate, che furono attraversate da un'ondata di suicidi soprattutto tra gli ufficiali, e nelle città nipponiche si assistette a silenziosi suicidi di massa nei luoghi pubblici. A causa dello sfacelo della nazione, l'ordine di cessare le ostilità impiegò giorni per raggiungere tutte le truppe: il 31 agosto si arrese l'isola Marcus, seguita il 2 settembre dalla base navale di Truk, dalle Isole Palau e da Rota nelle Marianne; il 4 settembre depose le armi Wake; il 9 settembre si arresero a Nanchino le armate di stanza in Cina e il 12 quelle nel Sud-est asiatico. Le ultime forze giapponesi consegnarono le armi tra febbraio e marzo 1946. Un caso particolare fu rappresentato dalle numerose guarnigioni rimaste completamente isolate, ignare quindi del reale stato in cui versava il Giappone, che giudicarono la notizia un inganno insidioso oppure non ne vennero a conoscenza perché prive di radio: centinaia di migliaia di militari continuarono a ritenersi in guerra; solo nel 1951 il loro rimpatrio, operazione lunga e delicata, venne considerato ufficialmente concluso. Vi furono tuttavia molti soldati giapponesi che, per mancanza di notizie o per determinazione fanatica, adottando tattiche di guerriglia e vivendo appartati furono ritrovati solo negli anni settanta.

### L'occupazione e il dopoguerra
Poiché avevano sostenuto quasi da soli la guerra contro il Giappone, gli Stati Uniti ebbero un'influenza preponderante nella ricostruzione del paese, che non fu diviso come accadde alla Germania. Il processo fu affidato a MacArthur, che dotato di ampi poteri fece redigere una nuova costituzione (approvata il 3 maggio 1947 da Hirohito), proclamare riforme agricole, istituire i sindacati, riconoscere il ruolo della donna nella società; l'imperatore rimase sul trono per garantire la stabilità politico-sociale, ma dovette rinunciare pubblicamente alla sua natura divina. Nell'ottica di riavvicinare il Giappone agli Stati Uniti, il generale evitò un'occupazione brutale e per impedire una rinascita del patriottismo militarista decise, di concerto con Truman e i suoi consiglieri, di condurre un processo ai criminali di guerra nipponici senza coinvolgere il sovrano. Il 19 gennaio 1946 fu attivato il Tribunale militare internazionale per l'Estremo Oriente, un organo che giudicò 28 imputati giapponesi: il processo di Tokyo durò fino al 12 novembre 1948 ed emanò sette condanne a morte (compresa quella di Hideki Tōjō) e sedici ergastoli. Le sentenze furono applicate il 23 novembre.
Le prime gravi fratture con l'Unione Sovietica furono infine la causa prima della rinascita economica nipponica, caldeggiata dagli Stati Uniti per disporre di un saldo alleato in Asia: sebbene gravemente menomato dai bombardamenti, il Giappone possedeva ancora strutture basilari (come il settore tessile) e un apparato organizzativo-burocratico efficiente e uso a ricevere ordini, cosa che facilitò il lavoro di esperti e pianificatori statunitensi. Lo sviluppo postbellico fu inoltre accelerato sia dal ritorno dei soldati, sia dalle necessità dello schieramento ONU durante la guerra di Corea, conflitto che provocò il richiamo di MacArthur in America e quindi la ripresa della sovranità totale del Giappone.

## Il Pacifico e l'Asia dopo il conflitto
La sconfitta del Giappone lasciò un grande vuoto politico e militare che i vincitori, stremati, non seppero riempire. I movimenti di resistenza sviluppatisi per contrastare l'invasore nipponico reclamavano l'indipendenza delle rispettive nazioni in nome di quei principi per i quali era stata combattuta la guerra: impadronitisi di armi e mezzi lasciati dai giapponesi, diverse colonie del Pacifico e del Sud-est asiatico lottarono contro i vecchi dominatori europei: in Indonesia Sukarno si oppose vittoriosamente agli olandesi e nel 1949 il paese divenne indipendente. La Francia non volle rinunciare all'Indocina che il 2 settembre Ho Chi Minh aveva dichiarato indipendente come repubblica, e fin dall'8 settembre condusse con l'appoggio di soldati britannici, indiani e giapponesi rilasciati l'operazione Masterdom per ristabilire il governo coloniale sul paese e rintuzzare il locale movimento comunista; la guerra contro i Viet Minh si trascinò fino alla Battaglia di Dien Bien Phu nel 1954, grave sconfitta francese. L'Inghilterra, che dal luglio 1945 era guidata dal premier laburista Clement Attlee, concesse l'indipendenza all'India (15 agosto 1947) e alla Birmania (8 gennaio 1948) ma mantenne la sua presenza in Malesia fino al 31 maggio 1957, a Hong Kong e Singapore. Le Filippine divennero autonome nel 1946. Caso a parte rappresentò la Cina, dove riprese con violenza la guerra tra Mao e Kai-Shek sospesa dai tempi dell'invasione giapponese: il conflitto fratricida finì con la sconfitta dei nazionalisti, rifugiatisi a Formosa, e la proclamazione della Repubblica popolare cinese.